# Lista de obediências maçônicas
Obediência (Potência, Grande Loja, Grande Oriente ou outro título similar) é o corpo diretivo abrangente de um grupo fraternal ou outro grupo similarmente organizado em uma determinada área, geralmente uma cidade, estado ou país. Algumas são grandes, com milhares de membros divididos em centenas de Lojas subordinadas, outras são pequenas, com apenas alguns membros em uma ou duas Lojas subordinadas. Às vezes, haverá apenas uma Grande Loja em uma determinada área. Porém, muito frequentemente, existem várias Obediências concorrentes reivindicando a mesma área jurisdicional ou reivindicando áreas sobrepostas. Este fato leva a debates sobre legitimidade: nem todas as Grandes Lojas e Grandes Orientes se reconhecem como sendo legítimas. No entanto, esse reconhecimento, bem como associações e tratados, não é relevante para esta lista, porém esses dados foram incluídos durante a elaboração do mesmo. Os critérios de inclusão estabelecem a presença física de lojas que estejam em atividade e a existência de sites/links que confirmem sua existência.
Os números de associação estão sujeitos a alterações.
Não existe um órgão central para supervisionar todas as Grandes Lojas do mundo (nem mesmo toda a Maçonaria) e, portanto, as políticas e práticas individuais da Grande Loja podem e variam, embora tenham uma estrutura básica semelhante em comum. A falta de uma autoridade central significa que as Grandes Lojas são mantidas unidas simplesmente por comunhão umas com as outras.

## África
| Jurisdição                     | Nome | Fundação | Lojas | Membros | Grupo(s) de Reconhecimento |
| ------------------------------ | --- | -------- | ----- | ------- | --- |
| África do Sul                  | Grande Loja da África do Sul (Grand Lodge of South Africa) | 1961     | 64    | 3.300   | List of Lodges |
| África do Sul                  | Grande Loja Distrital da África do Sul, Divisão Central (District Grand Lodge of South Africa, Central Division - UGLE)                                                 |          |       |         | Uma unidade da Grande Loja Unida da Inglaterra                                                                                       |
| África do Sul                  | Grande Loja Distrital da África do Sul, Divisão Central (District Grand Lodge of South Africa, Central Division)                                                        |          |       |         | Uma unidade da Grande Loja da Escócia                                                                                                |
| África do Sul                  | Grande Loja Distrital da África do Sul, Divisão Oriental (District Grand Lodge of South Africa, Eastern Division - UGLE)                                                |          |       |         | Uma unidade da Grande Loja Unida da Inglaterra                                                                                       |
| África do Sul                  | Grande Loja Distrital da África do Sul, Divisão Norte District Grand Lodge of South Africa, North Division - UGLE)                                                      |          |       |         | Uma unidade da Grande Loja Unida da Inglaterra                                                                                       |
| África do Sul                  | Grande Loja Provincial do Norte da África do Sul (Provincial Grand Lodge of South Africa Northern)                                                                      |          |       |         | Uma unidade da Grande Loja da Irlanda                                                                                                |
| África do Sul                  | Grande Loja Distrital da África do Sul, Divisão Ocidental (District Grand Lodge of South Africa, Western Division - UGLE)                                               |          |       |         | Uma unidade da Grande Loja Unida da Inglaterra                                                                                       |
| África do Sul                  | Grande Loja Provincial do Cabo do Sul (Provincial Grand Lodge of Southern Cape)                                                                                         |          |       |         | Uma unidade da Grande Loja da Irlanda                                                                                                |
| África do Sul                  | Federação da África do Sul, Ordem Internacional da Co-Maçonaria, Le Droit Humain (South African Federation, The International Order of Co-Freemasonry, Le Droit Humain) | 1912     | 4     |         | gonb |
| Benin                          | Grande Benin da República do Benin (Great Benin of the Republic of Benin)                                                                                               | 1967     |       |         | CLIPSAS |
| Benin                          | Grande Loja de Benin (Grand Lodge of Bénin) | 1995     | 17    | 450     | List of Lodges |
| Botsuana                       | Grande Loja Distrital de Botsuana (District Grand Lodge of Botswana) |          |       |         | Uma unidade da Grande Loja da Escócia                                                                                                |
| Burkina Faso                   | Grande Loja de Burkina Faso (Grand Lodge of Burkina Faso) | 1997     | 10    | 375     | List of Lodges |
| Camarões                       | Grande Loja National de Camarões (Grande Loge Nationale du Cameroun) | 2001     | 4     | 222     | List of Lodges |
| Camarões                       | Grande Loja Feminina da França (Grande Loge Féminine de France) |          | 1     |         | GLFF |
| Camarões                       | Grande Loja Unida de Camarões (Grand Loge Unie du Cameroun) |          |       |         | Anteriormente Grande Oriente e Loja Unida de Camarões, uma aliança das antigas lojas Grande Oriente e Grande Loja da França. CLIPSAS |
| Camarões                       | Grande Loja Tradicional dos Camarões (Grande Loge . Traditionnelle du Cameroun)                                                                                         |          |       |         | GAMT |
| República Democrática do Congo | Grande Loja da França, Distrito do Congo (Grande Loge de France, District Congo)                                                                                        |          | 4     |         | REHFRAM |
| República Democrática do Congo | Grande Oriente do Congo (Grand Orient du Congo) | 1973     | 3     |         | CLIPSAS |
| República do Congo             | Grande Loja do Congo (Grande Loge du Congo) |          |       |         | List of Lodges |
| República do Congo             | Grande Loja Prince Hall do Congo (Grande Loge Prince Hall du Congo) |          |       |         | GAMT |
| República do Congo             | Gande Oriente e loja associados do Congo (Grande Orient & Loge Associés du Congo)                                                                                       |          |       |         | CLIPSAS |
| Costa do Marfim                | Grande Loja da Costa do Marfim (Grande Loge de Côte d'Ivoire) | 1989     | 27    | 1.000   | List of Lodges |
| Costa do Marfim                | Le Droit Humain - Jurisdição Costa do Marfim (Le Droit Humain - Jurisdiction de la Côte d'Ivoire)                                                                       |          |       |         | DH Federação da África Ocidental |
| Gabão                          | Grande Loja do Gabão (Grande Loge du Gabon) | 1983     | 14    |         | List of Lodges |
| Gabão                          | Grande Loja Simbólica do Gabão (Grande Loge Symbolique du Gabon) | 1975     | 14    |         | Informação não localizada |
| Gabão                          | Grande Loja Feminina da França (Grande Loge Féminine de France) |          |       |         | GLFF |
| Gambia                         | Grande Loja Distrital de Serra Leoa e Gambia (District Grand Lodge of Sierra Leoa e Gambia - UGLE)                                                                      |          |       |         | Uma unidade da Grande Loja Unida da Inglaterra                                                                                       |
| Gambia                         | Grande Loja Distrital de Serra Leoa e Gambia (District Grand Lodge of Sierra Leoa e Gambia)                                                                             |          |       |         | Uma unidade da Grande Loja da Escócia                                                                                                |
| Gana                           | Grande Loja de Gana (Grand Lodge of Ghana) | 2009     | 49    |         | List of Lodges |
| Gana                           | Grande Loja Distrital de Gana (District Grand Lodge of Ghana - UGLE) |          |       |         | Uma unidade da Grande Loja Unida da Inglaterra                                                                                       |
| Guiné                          | National Grand Lodge of Guinea |          |       |         | List of Lodges |
| Guiné                          | Le Droit Humain - Jurisdição da Guiné Conackry (Le Droit Humain - Jurisdiction de la Guinée Conackry)                                                                   |          |       |         | DH Federação da África Ocidental |
| KwaZulu-Natal                  | Grande Loja Distrital de KwaZulu-Natal (District Grand Lodge of KwaZulu-Natal - UGLE)                                                                                   |          |       |         | Uma unidade da Grande Loja Unida da Inglaterra                                                                                       |
| KwaZulu-Natal                  | Grande Loja Distrital de KwaZulu-Natal (District Grand Lodge of KwaZulu-Natal)                                                                                          |          |       |         | Uma unidade da Grande Loja da Escócia                                                                                                |
| KwaZulu-Natal                  | Grande Loja Provincial de Natal (Provincial Grand Lodge of Natal) |          |       |         | Uma unidade da Grande Loja da Irlanda                                                                                                |
| Libéria                        | Grande Loja da República da Libéria (Grand Lodge of the Republic of Liberia)                                                                                            | 1867     |       |         | List of Lodges |
| Madagascar                     | Grande Loja de Madagascar (Grande Loge Nationale de Madagascar) | 1996     | 9     | 232     | List of Lodges |
| Madagascar                     | Le Droit Humain - Jurisdição de Madagascar (Le Droit Humain - Jurisdiction de Madagascar)                                                                               |          | 6     |         | DH |
| Madagascar                     | Grande Rito Malgache (Grand Rite Malgache) |          |       |         | CLIPSAS |
| Malawi                         | Grande Loja Distrital da Zimbábue e Malawi (District Grand Lodge of Zimbabwe & Malawi - UGLE)                                                                           |          |       |         | Uma unidade da Grande Loja Unida da Inglaterra                                                                                       |
| Mali                           | Grande Loja Nacional de Mali (Grande Loge Nationale du Mali) |          |       |         | List of Lodges |
| Mali                           | Le Droit Humain - Jurisdição de Mali (Le Droit Humain, Jurisdiction de Mali)                                                                                            |          | 1     |         | DH Federação da África Ocidental |
| Maurícia                       | Grande Loja de Maurícia (Grand Lodge of Mauritius) | 2005     | 15    | 389     | List of Lodges |
| Maurícia                       | Le Droit Humain - Jurisdição de Maurícia (Le Droit Humain - Mauritius Jurisdiction)                                                                                     |          | 1     |         | DH |
| Marrocos                       | Grande Loja Regular do Reino de Marrocos (Grande Loge Régulière du Royaume du Maroc - GLRRM)                                                                            | 2000     | 7     |         | List of Lodges |
| Marrocos                       | Grande Loja de Marrocos (Grande Loge du Maroc) | 1964     |       |         | CLIPSAS, CPMAM, UMM, AME |
| Marrocos                       | Grande Loja Unida de Marrocos (Grande Loge Unie du Maroc) | 2005     | 5     | 80      | GLUDE |
| Marrocos                       | Grande Oriente do Marocos (Grand Orient du Maroc / الشرق الكبير للمغرب)                                                                                                 |          |       |         | GAMT |
| Namíbia                        | Grande Loja Distrital de Namíbia (District Grand Lodge of Namibia - UGLE)                                                                                               |          |       |         | Uma unidade da Grande Loja Unida da Inglaterra                                                                                       |
| Namíbia                        | Grande Loja Distrital de Namíbia (District Grand Lodge of Namibia) |          |       |         | Uma unidade da Grande Loja da Escócia                                                                                                |
| Nigéria                        | Grande Loja Distrital da Nigéria (District Grand Lodge of Nigeria - UGLE)                                                                                               | 1806     | 35    |         | Uma unidade da Grande Loja Unida da Inglaterra                                                                                       |
| Nigéria                        | Grande Loja Distrital da Nigéria (District Grand Lodge of Nigeria) |          |       |         | Uma unidade da Grande Loja da Escócia                                                                                                |
| Nigéria                        | Grande Loja da Nigéria (Grand Lodge of Nigeria) | 2012     |       |         | List of Lodges |
| Estado Livre de Orange         | Grande Loja Distrital do Estado Livre de Orange (District Grand Lodge of Orange Free State - UGLE)                                                                      |          |       |         | Uma unidade da Grande Loja Unida da Inglaterra                                                                                       |
| Quênia                         | Grande Loja Distrital da África Oriental (District Grand Lodge of East Africa - UGLE)                                                                                   |          |       |         | Uma unidade da Grande Loja Unida da Inglaterra                                                                                       |
| Santa Helena                   | Grande Loja Distrital de Santa Helena (District Grand Lodge of St. Helena - UGLE)                                                                                       |          |       |         | Uma unidade da Grande Loja Unida da Inglaterra                                                                                       |
| Senegal                        | Grande Loja do Senegal (Grande Loge du Sénégal) | 1993     | 12    |         | List of Lodges |
| Senegal                        | Le Droit Humain - Jurisdição de Senegal (Le Droit Humain - Jurisdiction de Sénégal)                                                                                     |          |       |         | DH Federação da África Ocidental |
| Senegal                        | Grande Loja Feminina da França (Grande Loge Féminine de France) |          |       |         | GLFF |
| Serra Leoa                     | Grande Loja Distrital de Serra Leoa e Gambia (District Grand Lodge of Sierra Leoa e Gambia - UGLE)                                                                      |          |       |         | Uma unidade da Grande Loja Unida da Inglaterra\|                                                                                     |
| Serra Leoa                     | Grande Loja Distrital de Serra Leoa e Gambia (District Grand Lodge of Sierra Leoa e Gambia)                                                                             |          |       |         | Uma unidade da Grande Loja da Escócia                                                                                                |
| Seychelles                     | Grande Loja Distrital da África Oriental (District Grand Lodge of East Africa - UGLE)                                                                                   |          |       |         | Uma unidade da Grande Loja Unida da Inglaterra                                                                                       |
| Tanzânia                       | Grande Loja Distrital da África Oriental (District Grand Lodge of East Africa - UGLE)                                                                                   |          |       |         | Uma unidade da Grande Loja Unida da Inglaterra                                                                                       |
| Togo                           | Grande Loja Nacional do Togo (Grande Loge Nationale Togolaise) | 1992     | 48    | 1.500   | List of Lodges |
| Togo                           | Le Droit Humain - Jurisdiction do Togo (Le Droit Humain, Togo Jurisdiction)                                                                                             |          |       |         | DH Federação da África Ocidental |
| Uganda                         | Grande Loja Distrital da África Oriental (District Grand Lodge of East Africa - UGLE)                                                                                   |          |       |         | Uma unidade da Grande Loja Unida da Inglaterra                                                                                       |
| Zâmbia                         | Grande Loja Distrital da Zambia (District Grand Lodge of Zambia - UGLE)                                                                                                 |          |       |         | Uma unidade da Grande Loja Unida da Inglaterra                                                                                       |
| Zâmbia                         | Grande Loja Distrital da Zambia (District Grand Lodge of Zambia) |          |       |         | Uma unidade da Grande Loja da Escócia                                                                                                |
| Zâmbia                         | Grande Loja Provincial da Zâmbia (Provincial Grand Lodge of Zambia) |          |       |         | Uma unidade da Grande Loja da Irlanda                                                                                                |
| Zimbábue                       | Grande Loja Distrital da Zimbábue e Malawi (District Grand Lodge of Zimbabwe & Malawi - UGLE)                                                                           |          |       |         | Uma unidade da Grande Loja Unida da Inglaterra                                                                                       |
| Zimbábue                       | Grande Loja Distrital da Zimbábue e Malawi (District Grand Lodge of Zimbabwe)                                                                                           |          |       |         | Uma unidade da Grande Loja da Escócia                                                                                                |

## Ásia
| Jurisdição          | Nome | Fundação | Lojas | Membros | Grupo(s) de Reconhecimento                                                             |
| ------------------- | --- | -------- | ----- | ------- | -------------------------------------------------------------------------------------- |
| Cazaquistão         | Grande Loja do Cazaquistão (Қазақстанның үлкен қонақ үйі)                                                                                             | 2016     | 4     | 50      | Formado com o apoio da Grande Loja da Rússia a partir de suas lojas no Cazaquistão     |
| China               | Grand Lodge of China, F. & A.M. (中 國 美 生 總 會)                                                                                                   | 1949     | 13    | 567     | List of Lodges                                                                         |
| Filipinas           | Grande Loja dos Maçons Livres e Aceitos das Filipinas (Grand Lodge of Free & Accepted Masons of the Philippines)                                      | 1912     | 349   | 22.896  | List of Lodges                                                                         |
| Filipinas           | Grande Loja Independente de Maçons Livres e Aceitos das Ilhas Filipinas (Independent Grand Lodge of Free & Accepted Masons of the Philippine Islands) | 2006     | 14    |         | Informação não localizada                                                              |
| Filipinas           | Grande Loja Soberana do Arquipélago Filipino (Gran Logia Soberana del Archipielago Filipino)                                                          |          |       |         | GAMT                                                                                   |
| Hong Kong           | Grande Loja Distrital de Hong Kong e Extremo Oriente (District Grand Lodge of Hong Kong and the Far East)                                             | 1846     | 20    |         | Uma unidade da Grande Loja Unida da Inglaterra                                         |
| Hong Kong           | Grande Loja Provincial do Extremo Oriente (Provincial Grand Lodge of the Far East)                                                                    | 1899     | 7     |         | Uma unidade da Grande Loja da Irlanda                                                  |
| Hong Kong           | Grande Loja do Extremo Oriente (District Grand Lodge of the Far East)                                                                                 |          | 11    |         | Uma unidade da Grande Loja da Escócia                                                  |
| Índia               | Grande Loja Provincial da Irlanda na Índia (Provincial Grand Lodge of Ireland In India)                                                               | 1754     |       |         | Uma unidade da Grande Loja da Irlanda                                                  |
| India               | Grande Loja da Índia (Grand Lodge of India A.F.& A.M.)                                                                                                | 1961     | 360   | 19.205  | List of Lodges                                                                         |
| India               | Grande Loja Distrital da Índia (District Grand Lodge of India                                                                                         | 1842     |       |         | Uma unidade da Grande Loja da Escócia                                                  |
| India               | Grande Loja distrital de Madras (District Grand Lodge of Madras)                                                                                      | 1767     | 18    |         | Uma unidade da Grande Loja Unida da Inglaterra                                         |
| India               | Grande Loja Distrital de Bombaim (District Grand Lodge of Bombay)                                                                                     |          |       |         | Uma unidade da Grande Loja Unida da Inglaterra                                         |
| India               | Grande Loja Distrital de Bengala (District Grand Lodge of Bengal)                                                                                     |          |       |         | Uma unidade da Grande Loja Unida da Inglaterra                                         |
| India               | Grande Loja Distrital do Norte da Índia (District Grand Lodge of Northern India)                                                                      |          |       |         | Uma unidade da Grande Loja Unida da Inglaterra                                         |
| Israel              | Grande Loja do Estado de Israel de Maçons Livres Antigos e Aceitos (לודג 'הגדול של מדינת ישראל של בנאים חופשיים ומקובלים ומקובלים)                    | 1953     | 52    | 2.000   | List of Lodges                                                                         |
| Israel              | Grande Loja Jerusalem de Maçons Antigos e Aceitos do Estado de Israel (במדינת ישראלהלשכה הגדולה "ירושלים" של בונים חופשיים,)                          | 2013     | 5     |         | Grande Loja do Novo Iluminismo na Romênia, Confederação das Grandes Câmaras da América |
| Israel              | Le Droit Humain - Jurisdição de Israel | 1989     |       |         | DH                                                                                     |
| Japão               | Grande Loja do Japão (日本のグランドロッジ) | 1957     | 16    | 1.753   | List of Lodges                                                                         |
| Líbano              | Grande Loja de Maçons Libres e aceitos do Líbano (Grand Lodge of Free and Accepted Masons of Lebanon / جراند لودج للبنائين الحر والمقبول في لبنان)    | 2018     |       |         | Reconhecida pela Grande Loja de Maçons Livres e Aceitos de Nova York                   |
| Líbano              | Grande Loja Adonis (Adonis Grand Lodge) |          |       |         | GAMT                                                                                   |
| Líbano              | Grande Loja dos Criadores Mais Velhos (Grand Lodge of Elder Creators / جراند لودج المبدعين الكبار)                                                    |          |       |         | GAMT                                                                                   |
| Líbano              | Grande Loja Distrital do Líbano (District Grand Lodge of Lebanon / الضاحية الكبرى لودج لبنان)                                                         | 1860     | 10    | 250+    | Uma unidade da Grande Loja da Escócia                                                  |
| Líbano              | Grande Loja Distrital Da Síria e Líbano (District Grand Lodge of Syria & Lebanon / الضاحية الكبرى لودج سوريا ولبنان)                                  | 1912     | 12    | 350+    | Sob a jurisdição da Grande Loja de Maçons Livres e Aceitos de Nova York                |
| Líbano              | Grande Loja do Distrito de Colúmbia no Líbano (Grand Lodge of the District of Columbia in Lebanon / جراند كولومبيا في لبنان)                          | 2010     | 2     | 50+     | Uma unidade da Grande Loja do Distrito de Colúmbia                                     |
| Líbano              | Grande Oriente do Líbano (الشرق الكبير للبنان) |          |       |         | GAMT                                                                                   |
| Oriente Médio       | Grande Oriente Árabe Ecumênico (الشرق العربي المسكوني الكبير)                                                                                         |          |       |         | GAMT                                                                                   |
| Paquistão           | Grande Loja Distrital do Paquistão (District Grand Lodge of Pakistan)                                                                                 |          |       |         | Uma unidade da Grande Loja Unida da Inglaterra                                         |
| Singapura e Malásia | Grande Loja Distrital do Arquipélago Oriental (District Grand Lodge of the Eastern Archipelago)                                                       | 1858     |       |         | Uma unidade da Grande Loja Unida da Inglaterra                                         |
| Singapura e Malásia | Grande Loja Distrital do Oriente Médio (District Grand Lodge of the Middle East)                                                                      | 1916     | 27    |         | Uma unidade da Grande Loja da Escócia                                                  |
| Singapura           | Grande Loja Provincial do Sudeste Asiático (Provincial Grand Lodge of South East Asia)                                                                | 2009     | 8     |         | Uma unidade da Grande Loja da Irlanda                                                  |

## América CentraleCaribe
| Jurisdição           | Nome                                                                                                  | Fundação | Lojas | Membros | Grupo(s) de Reconhecimento                       |
| -------------------- | --- | -------- | ----- | ------- | ------------------------------------------------ |
| Bahamas              | Grande Loja Prince Hall, Comunidade de Bahamas (Prince Hall Grand Lodge, Commonwealth of the Bahamas) | 1950     | 28    |         | PHCGM, PHA, List of Lodges                       |
| Ilhas do Caribe      | Grande Loja Prince Hall do Caribe (Prince Hall Grand Lodge of the Caribbean)                          | 1993     | 10    |         | PHCGM, PHA, List of Lodges                       |
| Costa Rica           | Grande Loja de Costa Rica (Grand Lodge of Costa Rica)                                                 | 1899     | 10    | 220     | Informação não localizada                        |
| Cuba                 | Grande Loja de Cuba A.L. e M.A.(Gran Logia de Cuba A.L. y A.M.)                                       | 1859     | 316   | 29.110  | CMI, List of Lodges                              |
| República Dominicana | Gran Logia de la República Dominicana, Inc. (Grand Lodge of the Dominican Republic)                   | 1858     | 15    | 1.200   | CMI, List of Lodges                              |
| El Salvador          | Grande Loja Cuscatlán (Gran Logia Cuscatlán)                                                          | 1912     | 12    | 265     | CMI, COMACA                                      |
| El Salvador          | Grande Oriente de El Salvador (Gran Oriente de El Salvador)                                           | 2007     | 5     |         | CLIPSAS                                          |
| Guatemala            | Grande Loja da Guatemala (Gran Logia de Guatemala)                                                    | 1903     | 29    | 612     | CMI, COMACA                                      |
| Haiti                | Grande Oriente do Haiti (Grand Orient d'Haiti)                                                        | 1824     | 48    | 6.000   | CMI, List of Lodges                              |
| Haiti                | Grande Loja do Haiti dos Ritos Unidos (Grande Loge D'Ayiti des Rites Unis                             |          |       |         | GAMT                                             |
| Honduras             | Grande Loja de Honduras (Gran Logia de Honduras)                                                      | 1922     | 11    | 250     | CMI, COMACA                                      |
| Nicarágua            | Grande Loja Simbólica da Nicarágua (Gran Logia Simbólica de Nicaragua)                                | 1922     | 7     | 134     | CMI, CMCA                                        |
| Panamá               | Grande Loja de Massachusetts, Lojas no Panamá (Grand Lodge of Massachusetts, lodges in Panama)        | 1906     | 4     |         | A unidade da Grande Loja de Massachusetts, CGMNA |
| Panamá               | Grande Loja do Panamá (Gran Logia de Panamá)                                                          | 1916     | 21    | 418     | CMI, List of Lodges                              |
| Porto Rico           | Grande Loja Soberana de Porto Rico (Gran Logia Soberana de Puerto Rico)                               | 1898     | 68    | 2.700   | CMI, List of Lodges                              |

## América do Norte
| País           | Jurisdição               | Nome | Fundação    | Lojas | Membros | Grupo(s) de Reconhecimento                                                                                        |
| -------------- | ------------------------ | --- | ----------- | ----- | ------- | --- |
| Canadá         | Alberta                  | Grande Loja de Alberta (Grand Lodge of Alberta) | 1905        | 127   | 7.302   | CGMNA, List of Lodges                                                                                             |
| Canadá         | Colúmbia Britânica       | Grande Loja da Columbia Britânica e Yukon (Grand Lodge of British Columbia & the Yukon) | 1871        | 147   | 8.874   | CGMNA, List of Lodges                                                                                             |
| Canadá         | Manitoba                 | Grande Loja de Manitoba (Grand Lodge of Manitoba) | 1875        | 72    | 2.507   | CGMNA, List of Lodges                                                                                             |
| Canadá         | Nova Brunswick           | Grande Loja de Nova Brunswick (Grand Lodge of New Brunswick) | 1867        | 51    | 3.274   | CGMNA, List of Lodges                                                                                             |
| Canadá         | Nova Escócia             | Grande Loja da Nova Escócia (Grand Lodge of Nova Scotia) | 1866        | 95    | 4.853   | CGMNA, List of Lodges                                                                                             |
| Canadá         | Ontário                  | Grande Loja do Canadá na Província de Ontário (Grand Lodge of Canada in the Province of Ontario) | 1855        | 559   | 48.332  | CGMNA, List of Lodges                                                                                             |
| Canadá         | Ontário                  | Grande Loja Prince Hall de Maçons Livres e Aceitos da Província de Ontário (Prince Hall Grand Lodge Free and Accepted Masons Province of Ontario)                                                                                | 1852        | 11    |         | PHCGM, PHA, List of Lodges                                                                                        |
| Canadá         | Ilha do Príncipe Eduardo | Grande Loja da Ilha do Príncipe Eduardo (Grand Lodge of Prince Edward Island) | 1875        | 15    | 801     | CGMNA, List of Lodges                                                                                             |
| Canadá         | Quebec                   | Grande Loja ANI do Canadá (Grand Lodge ANI of Canada) | 2009        | 5     | 100     | CLIPSAS, COMAM |
| Canadá         | Quebec                   | Grande Loja de Língua Espanhola do Canadá (Gran Logia de Lengua Española de Canada) | 2005        | 5     |         | GOFMU, GLUSA, CGLMP, SGL, GLNC                                                                                    |
| Canadá         | Quebec                   | Le Droit Humain - Federação Canadense (Le Droit Humain - Fédération Canadienne) | 1975 1980   | 7     |         | DH |
| Canadá         | Quebec                   | Grande Loja Nacional do Canadá (Grande Loge Nationale du Canada) | 1985        | 15    |         | CLIPSAS, COMAM |
| Canadá         | Quebec                   | Grande Loja do Quebec (Grande Loge du Québec) | 1869        | 75    | 4.218   | CGMNA, List of Lodges, GAMT                                                                                       |
| Canadá         | Quebec                   | Grande Loja Mista do Quebec (Grande Loge Mixte du Québec) | 1979        | 3     |         | Informação não localizada                                                                                         |
| Canadá         | Quebec                   | Jurisdição Grande Loja Prince Hall de Maçons Livres e Aceitos da Província de Ontário (Prince Hall Grand Lodge Free and Accepted Masons Province of Ontario, Jurisdiction)                                                       |             |       |         | CGMNA, List of Lodges                                                                                             |
| Canadá         | Saskatchewan             | Grande Loja Saskatchewan (Grand Lodge of Saskatchewan) | 1906        | 59    | 3.054   | CGMNA, List of Lodges                                                                                             |
| Canadá         | Terra Nova e Labrador    | Grande Loja de Terra Nova e Labrador (Grand Lodge of Newfoundland and Labrador) | 1997        | 30    | 2.137   | CGMNA, List of Lodges                                                                                             |
| Canadá         |                          | Grande Loja Soberana de Dacia (Marea Lojă Suverană a Daciei) |             |       |         | GAMT |
| México         | Aguascalientes           | Grande Loja "Edmundo Games Orozco" do Estado de Aguascalientes (Gran Logia “Edmundo Games Orozco” del Estado de Aguascalientes)                                                                                                  | 1998        | 8     |         | CGLREU |
| México         | Baixa Califórnia         | Grande Loja do Estado de Baixa Califórnia (Gran Logia de Estado de Baja California) | 1933        | 34    | 550     | CGLREU, List of Lodges, CMI                                                                                       |
| México         | Baixa California Sul     | Grande Loja do Estado de Baixa Califórnia Sul (Gran Logia de Estado de Baja California Sur) | 1978        | 123   | 210     | CGLREU |
| México         | Campeche                 | Grande Loja do Estado de Campeche (Gran Logia del Estado de Campeche) | 1928        | 19    |         | CMI, CGLREU |
| México         | Chiapas                  | Grande Loja do Estado de Chiapas (Logia del Estado de Chiapas) | 1933        | 12    |         | CMI, CGLREU |
| México         | Chihuahua                | Grande Cosmos Associação Civil do Rito Escocês Antigo e Aceito do Estado de Chihuahua (Gran Cosmos Asociación Civil del Rito Escocés Antiguo y Aceptado del Estado de Chihuahua)                                                 | 1990        |       |         | Informação não localizada                                                                                         |
| México         | Chihuahua                | Grande Loja Cosmos do Estado de Chihuahua (Gran Logia "Cosmos" del Estado de Chihuahua) | 1883        | 30    |         | CMI, CGLREU |
| México         | Cidade do México         | Grande Loja da Cidade do México (Gran Logia de la Ciudad de México) | 2010        | 13    |         | Informação não localizada                                                                                         |
| México         | Coahuila                 | Grande Loja "Benito Juarez" do Estado de Coahuila (Gran Logia "Benito Juarez" del Estado de Coahuila) | 1890        | 24    | 284     | CGLREU, CMI |
| México         | Colima                   | Grande Loja Sudoeste do Estado de Colima (Gran Logia “Sur Oeste” del Estado de Colima) | 1937        | 24    |         | CGLREU |
| México         | Durango                  | Grande Loja "Guadalupe Victória" do Estado de Durango (Gran Logia "Guadalupe Victoria" del Estado de Durango) | 1923        | 12    | 250     | CMI, CGLREU |
| México         | Estado do México         | Grande Loja do Estado do México (Gran Logia del Estado de México) | 1997        | 18    |         | CGLREU |
| México         | Guanajuato               | Grande Loja do Estado de Guanajuato (Gran Logia del Estado de Guanajuato) | 1996        | 10    |         | CMI, CGLREU, CGMNA                                                                                                |
| México         | Guerrero                 | Grande Loja do Estado de Guerreo (Gran Logia del Estado de Guerrero) | 1999        | 17    |         | CGLREU |
| México         | Hildalgo                 | Grande Loja do Estado de Hidalgo (Gran Logia del Estado de Hidalgo ) | 1940        | 20    |         | CMI, CGLREU |
| México         | Iucatã                   | Grande Loja "La oriental Penínsular" do Estado de Iucatã (Gran Logia “La Oriental Penínsular” del Estado de Yucatán) | 1928 (1883) | 9     |         | CGLREU |
| México         | Jalisco                  | Grande Loja Ocidental Mexicana (Gran Logia "Occidental Mexicana") | 1912        | 25    | 520     | CGLREU |
| México         | Michoacán                | Grande Loja "Lázaro Cárdenas" do Estado de Michoacán (Gran Logia “Lázaro Cárdenas” del Estado de Michoacán) | 1969        | 40    |         | CGLREU |
| México         | Morelos                  | Grande Loja "Soberana e Independente" do Estado de Morelos (Gran Logia “Soberana e Independiente” del Estado de Morelos) | 1997        | 13    |         | CGLREU |
| México         | Nayarit                  | Grande Loja do Estado de Nayarit (Gran Logia del Estado de Nayarit) | 1954        | 8     |         | CGLREU |
| México         | Nuevo León               | Grande Loja de Nuevo León (Gran Logia de Nuevo León) | 1905        | 77    | 1.714   | CMI, CGLREU |
| México         | Oaxaca                   | Grande Loja "Benito Juárez Gascía" do Estado de Oaxaca (Gran Logia “Benito Juárez García” del Estado de Oaxaca) | 1885        | 22    |         | CMI, CGLREU |
| México         | Puebla                   | Grande Loja "Benemérito Exército do Oriente" do Estado de Puebla (Gran Logia “Benemérito Ejército de Oriente” del Estado de Puebla)                                                                                              | 1996        | 15    |         | CGLREU |
| México         | Querétaro                | Grande Loja do Estado de Querétaro (Gran Logia del Estado de Querétaro) | 1924        | 14    |         | CMI, CGLREU |
| México         | Quintana Roo             | Grande Loja do Estado "Andrés Quintana Roo" (Gran Logia del Estado “Andrés Quintana Roo”) | 1980        | 32    | 659     | CMI, CGLREU, CGMNA                                                                                                |
| México         | San Luis Potosí          | Grande Loja do Estado Soberana e Independente "El Potosi" (Gran Logia de Estado Soberana e Independiente "El Potosi") | 1891        | 13    |         | CMI, CGLREU |
| México         | Sinaloa                  | Grande Loja de Antigos, Livres e Aceitos Maçons de Sinaloa (Gran Logia de Antiguos, Libres y Aceptados Masones de Sinaloa) | 1985        | 17    |         | CMI, CGLREU |
| México         | Sonora                   | Grande Loja do Pacífico (Gran Logia del Pacifico) | 1923        | 19    |         | CGLREU |
| México         | Tabasco                  | Grande Loja "Restauração" do Estado de Tabasco (Gran Logia “Restauración” del Estado de Tabasco) | 1923        | 38    |         | CMI, CGLREU |
| México         | Tamaulipas               | Grande Loja do Estado de Tamaulipas (Gran Logia del Estado de Tamaulipas) | 1909        | 94    | 2.278   | CGLREU |
| México         | Veracruz                 | Grande Loja "Unid Mexica" de Veracruz (Gran Logia "Unida Mexicana" de Veracruz ) | 1885 (1869) | 70    | 1.800   | CMI, CGLREU, List of Lodges                                                                                       |
| México         |                          | Grande Loja Cavaleiros da Nova Ordem (Gran Logia Caballeros Del Nuevo Orden) | 2004        |       |         | GAMT |
| México         |                          | Grande Loja do Vale do México (Gran Logia Valle de Mexico) | 1862        | 350   | 16.977  | CMI |
| México         |                          | Grande Loja York do México (York Grand Lodge of Mexico, F. & A.M) | 1862        | 14    | 376     | CGMNA, List of Lodges                                                                                             |
| México         |                          | M:.R:.G:.L:. Pensamento Liberal em Evolução (M:.R:.G:.L:. Pensamiento Liberal en Evolución) |             |       |         | GAMT |
| Estados Unidos | Alabama                  | Grande Loja do Alabama (Grand Lodge of Alabama) | 1821        | 299   | 27.576  | CGMNA, List of Lodges                                                                                             |
| Estados Unidos | Alabama                  | Grande Loja Rei Salomão (King Solomon Grand Lodge) | 1946        |       |         | Informação não localizada                                                                                         |
| Estados Unidos | Alabama                  | Grande Loja Olive Branch (Olive Branch Grand Lodge) |             |       |         | National Compact                                                                                                  |
| Estados Unidos | Alabama                  | Grande Loja Prince Hall do Alabama (Prince Hall Grand Lodge of Alabama) | 1870        | 593   | 30.822  | PHCGM, PHA |
| Estados Unidos | Alasca                   | Grande Loja do Alasca (Grand Lodge of Alaska) | 1981        | 20    | 1.715   | CGMNA, List of Lodges                                                                                             |
| Estados Unidos | Alasca                   | Grande Loja Prince Hall do Alasca (Prince Hall Grand Lodge of Alaska) | 1969        | 7     | 315     | PHCGM, PHA, List of Lodges                                                                                        |
| Estados Unidos | Arizona                  | Grande Loja do Arizona (Grand Lodge of Arizona) | 1882        | 58    | 8.263   | CGMNA, List of Lodges                                                                                             |
| Estados Unidos | Arizona                  | Grande Loja Prince Hall do Arizona (Prince Hall Grand Lodge of Arizona) |             | 9     | 313     | PHCGM, PHA, List of Lodges                                                                                        |
| Estados Unidos | Arkansas                 | Grande Loja Alfa (Alpha Grand Lodge) |             |       |         | Int. FM |
| Estados Unidos | Arkansas                 | Grande Loja Compacta M.W. (M.W. Compact Grand Lodge) |             |       |         | National Compact                                                                                                  |
| Estados Unidos | Arkansas                 | Grande Loja do Arkansas (Grand Lodge of Arkansas) | 1838        | 243   | 12.005  | CGMNA, List of Lodges                                                                                             |
| Estados Unidos | Arkansas                 | Grande Loja Rei Salomão (King Solomon Grand Lodge) |             |       |         | Informação não localizada                                                                                         |
| Estados Unidos | Arkansas                 | Grande Loja Prince Hall do Arkansas (Prince Hall Grand Lodge of Arkansas) | 1870        | 118   | 3.200   | PHCGM, PHA |
| Estados Unidos | Califórnia               | Grande Loja da Califórnia (Grand Lodge of California) | 1850        | 338   | 57.267  | CGMNA, List of Lodges                                                                                             |
| Estados Unidos | Califórnia               | Grande Loja Hiram de Tiro (Hiram of Tyre Grand Lodge) | 1910        |       |         | General Grand Masonic Congress                                                                                    |
| Estados Unidos | Califórnia               | Grande Loja Monte Nebo (Mount. Nebo Grand Lodge) |             |       |         | National Compact                                                                                                  |
| Estados Unidos | Califórnia               | Grande Loja Prince Hall da Califórnia (Prince Hall Grand Lodge of California) | 1855        | 57    | 4.200   | PHCGM, PHA, List of Lodges                                                                                        |
| Estados Unidos | Califórnia               | Grande Loja Filhos da Luz, Califórnia e Oregon (Sons of Light Grand Lodge, California and Oregon) |             |       |         | Informação não localizada                                                                                         |
| Estados Unidos | Califórnia               | Grande Loja de Santo Antônio da Califórnia em Oakland e Los Angele (St. Anthony Grand Lodge of California of Oakland and Los Angeles)                                                                                            |             |       |         | Informação não localizada                                                                                         |
| Estados Unidos | Carolina do Norte        | Grande Loja da Carolina do Norte (Grand Lodge of North Carolina) | 1787        | 372   | 44.063  | CGMNA, List of Lodges                                                                                             |
| Estados Unidos | Carolina do Norte        | Maçons Modernos, Livres e Aceitos do Mundo (Modern Free and Accepted Masons of The World) |             |       |         | Informação não localizada                                                                                         |
| Estados Unidos | Carolina do Norte        | Grande Loja Prince Hall da Carolina do Norte (Prince Hall Grand Lodge of North Carolina) | 1870        | 263   | 10.315  | PHCGM, PHA, List of Lodges                                                                                        |
| Estados Unidos | Carolina do Norte        | St. James Grand Lodge, Origem do Prince Hall (St. James Grand Lodge, Prince Hall Origin) |             |       |         | National Compact                                                                                                  |
| Estados Unidos | Carolina do Sul          | Grande Loja da Carolina do Sul (Grand Lodge of South Carolina, A.F.M.) | 1737        | 297   | 38.853  | CGMNA, List of Lodges                                                                                             |
| Estados Unidos | Carolina do Sul          | Grande Loja de Palmetto (Palmetto Grand Lodge) |             | 55    |         | National Compact                                                                                                  |
| Estados Unidos | Carolina do Sul          | Grande Loja Prince Hall da Carolina do Sul (Prince Hall Grand Lodge of South Carolina) | 1867        | 306   | 16.000  | PHCGM, PHA |
| Estados Unidos | Colorado                 | Grande Loja do Colorado (Grand Lodge of Colorado) | 1861        | 131   | 9.600   | CGMNA, List of Lodges                                                                                             |
| Estados Unidos | Colorado                 | Grande Loja Prince Hall do Colorado, Wyoming e Utah (Prince Hall Grand Lodge of Colorado, Wyoming and Utah) |             | 17    | 833     | PHCGM, PHA, List of Lodges                                                                                        |
| Estados Unidos | Connecticut              | Grande Loja de Connecticut (Grand Lodge of Connecticut) | 1789        | 94    | 12.423  | CGMNA, List of Lodges                                                                                             |
| Estados Unidos | Connecticut              | Grande Loja Prince Hall de Connecticut (Prince Hall Grand Lodge of Connecticut) | 1873        | 15    | 1.500   | PHCGM, PHA, List of Lodges                                                                                        |
| Estados Unidos | Dakota do Norte          | Grande Loja da Dakota do Norte (Grand Lodge of North Dakota)< | 1889        | 45    | 2.977   | CGMNA, List of Lodges                                                                                             |
| Estados Unidos | Dakota do Sul            | Grande Loja da Dakota do Sul (Grand Lodge of South Dakota) | 1875        | 83    | 5.931   | CGMNA, List of Lodges                                                                                             |
| Estados Unidos | Delaware                 | Grande Loja da Harmonia Africana (African Harmony Grand Lodge) |             |       |         | National Compact                                                                                                  |
| Estados Unidos | Delaware                 | Grande Loja do Delaware (Grand Lodge of Delaware) | 1806        | 28    | 4.906   | CGMNA, List of Lodges                                                                                             |
| Estados Unidos | Delaware                 | Grande Loja Prince Hall do Delaware (Prince Hall Grand Lodge of Delaware) | 1849        | 17    | 800     | PHCGM, PHA, List of Lodges                                                                                        |
| Estados Unidos | Distrito de Columbia     | Grande Loja do Distrito de Columbia (Grand Lodge of District of Columbia) | 1811        | 42    | 4.436   | CGMNA, List of Lodges                                                                                             |
| Estados Unidos | Distrito de Columbia     | Grande Loja Eureka (Eureka Grand Lodge) |             |       |         | National Compact                                                                                                  |
| Estados Unidos | Distrito de Columbia     | Grande Loja Price Hall do Distrito de Columbia (Prince Hall Grand Lodge of District of Columbia) | 1848        | 26    | 5.100   | PHCGM, PHA, List of Lodges                                                                                        |
| Estados Unidos | Flórida                  | Grande Loja da Flórida (Grand Lodge of Florida) | 1830        | 290   | 44.437  | CGMNA, List of Lodges                                                                                             |
| Estados Unidos | Flórida                  | Grande Loja do Meridiano (Meridian Grand Lodge) |             |       |         | National Compact                                                                                                  |
| Estados Unidos | Flórida                  | Grande Loja Renford P. Brown (Renford P. Brown Grand Lodge) |             |       |         | Int. FM |
| Estados Unidos | Flórida                  | Grande Loja Unida da Flórida, Belize, América Central, and São João (Union Grand Lodge of Florida, Belize, Central America, and St. John - Prince Hall)                                                                          | 1865        |       |         | PHCGM, PHA |
| Estados Unidos | Geórgia                  | Grande Loja da Geórgia (Grand Lodge of Georgia) | 1786        | 428   | 42.297  | CGMNA, List of Lodges                                                                                             |
| Estados Unidos | Geórgia                  | Grande Loja Jeff Long (Jeff Long Grand Lodge) |             |       |         | Int. FM |
| Estados Unidos | Geórgia                  | Grande Loja de Lázaro da Jurisdição da Geórgia (Lazarus Grand Lodge of the Jurisdiction of Georgia) |             |       |         | Informação não localizada                                                                                         |
| Estados Unidos | Geórgia                  | Grande Loja Ordem Bennu Phoenix (Order Bennu Phoenix Grand Lodge) |             |       |         | GAMT |
| Estados Unidos | Geórgia                  | Maçons Modernos, Livres e Aceitos do Mundo (Modern Free and Accepted Masons of The World) |             |       |         | Informação não localizada                                                                                         |
| Estados Unidos | Geórgia                  | Loja Prince Hall da Geórgia (Prince Hall Grand Lodge of Georgia) | 1870        | 194   | 10.107  | PHCGM, PHA |
| Estados Unidos | Geórgia                  | Grande Loja Smooth Ashlar (Smooth Ashlar Grand Lodge) |             |       |         | National Compact                                                                                                  |
| Estados Unidos | Geórgia                  | Grande Loja São José da Geórgia (St. Joseph Grand Lodge of Georgia) |             |       |         | Informação não localizada                                                                                         |
| Estados Unidos | Havaí                    | Grande Loja do Havaí (Grand Lodge of Hawaii) | 1989        | 11    | 1.807   | CGMNA, List of Lodges                                                                                             |
| Estados Unidos | Havaí                    | Grande Loja Prince Hall do Havaí (Prince Hall Grand Lodge of Hawaii) | 2001        | 5     |         | PHCGM, PHA, List of Lodges                                                                                        |
| Estados Unidos | Idaho                    | Grande Loja do Idaho (Grand Lodge of Idaho) | 1867        | 55    | 3.800   | CGMNA, List of Lodges                                                                                             |
| Estados Unidos | Illinois                 | Grande Loja de Illinois (Grand Lodge of Illinois) | 1840        | 498   | 66.347  | CGMNA, List of Lodges                                                                                             |
| Estados Unidos | Illinois                 | Grande Loja Prince Hall do Estado de Illinois (Prince Hall Grand Lodge of the State of Illinois) | 1867        |       |         | PHCGM, PHA, List of Lodges                                                                                        |
| Estados Unidos | Illinois                 | Grande Loja Santo James (St. James Grand Lodge) | 1936        |       |         | Informação não localizada                                                                                         |
| Estados Unidos | Illinois                 | Grande Loja de São João (St. John Grand Lodge) |             |       |         | Informação não localizada                                                                                         |
| Estados Unidos | Illinois                 | Grande Loja de São Marcos (St. Mark Grand Lodge) |             |       |         | National Compact                                                                                                  |
| Estados Unidos | Illinois                 | Grande Loja Unida de Massons Antigos e Aceitos (United Grand Lodge Ancient and Accepted Masons) | 2008        | 7     |         | Informação não localizada                                                                                         |
| Estados Unidos | Illinois                 | Grande Loja Unida de Massons Antigos Livres e Aceitos de Illinois (United Grand Lodge A.F. and A.M. of Illinois) | 1922        | 13    |         | Informação não localizada                                                                                         |
| Estados Unidos | Indiana                  | Grande Loja de Indiana (Grand Lodge of Indiana) | 1818        | 416   | 62.968  | CGMNA, List of Lodges                                                                                             |
| Estados Unidos | Indiana                  | Grande Loja Prince Edwuin de Indiana (Prince Edwin Grand Lodge of Indiana) |             |       |         | National Compact                                                                                                  |
| Estados Unidos | Indiana                  | Grande Loja Prince Hall de indicana (Prince Hall Grand Lodge of Indiana) | 1956        | 37    | 2.100   | PHCGM, PHA, List of Lodges                                                                                        |
| Estados Unidos | Iowa                     | Grande Loja de Iowa (Grand Lodge of Iowa) | 1844        | 282   | 21.500  | CGMNA, List of Lodges                                                                                             |
| Estados Unidos | Iowa                     | Grande Loja Prince Hall do Iowa (Prince Hall Grand Lodge of Iowa) | 1881        | 7     |         | PHCGM, PHA, List of Lodges                                                                                        |
| Estados Unidos | Kansas                   | Grande Loja do Kansas (Grand Lodge of Kansas) | 1856        | 237   | 21.439  | CGMNA, List of Lodges                                                                                             |
| Estados Unidos | Kansas                   | Grande Loja Prince Hall do Kansas (Prince Hall Grand Lodge of Kansas) | 1875        | 42    | 1.392   | PHCGM, PHA, List of Lodges                                                                                        |
| Estados Unidos | Kentucky                 | Grande Loja do Kentucky (Grand Lodge of Kentucky) | 1800        | 397   | 51.437  | CGMNA, List of Lodges                                                                                             |
| Estados Unidos | Kentucky                 | Grande Loja Prince Hall do Kentucky (Prince Hall Grand Lodge of Kentucky) | 1866        | 67    | 2.400   | PHCGM, PHA |
| Estados Unidos | Louisiana                | Grande Loja da Louisiana (Grand Lodge of Louisiana) | 1812        | 252   | 20.482  | CGMNA, List of Lodges                                                                                             |
| Estados Unidos | Louisiana                | Grande Loja Prince Hall da Louisiana (Prince Hall Grand Lodge of Louisiana) | 1863        | 169   | 7.823   | PHCGM, PHA, National Compact                                                                                      |
| Estados Unidos | Louisiana                | Adorável Grande Loja Unida de São João (United Most Worshipful St. John's Grand Lodge) |             |       |         | Informação não localizada                                                                                         |
| Estados Unidos | Louisiana                | Grande Loja Universal da Louisiana (Universal Grand Lodge of Louisiana) |             |       |         | Informação não localizada                                                                                         |
| Estados Unidos | Maine                    | Grande Loja de Maine (Grand Lodge of Maine) | 1820        | 185   | 19.635  | CGMNA, List of Lodges                                                                                             |
| Estados Unidos | Maryland                 | Grande Loja de Maryland (Grand Lodge of Maryland) | 1787        | 100   | 16.146  | CGMNA, List of Lodges                                                                                             |
| Estados Unidos | Maryland                 | Grande Loja Hiram do Estado de Maryland (Hiram Grand Lodge State of Maryland) | 1924        | 20    |         | Informação não localizada                                                                                         |
| Estados Unidos | Maryland                 | Grande Loja Rei Douglas (King Douglas Grand Lodge) |             |       |         | Int. FM |
| Estados Unidos | Maryland                 | Grande Loja Maryland (Maryland Grand Lodge) |             |       |         | National Compact                                                                                                  |
| Estados Unidos | Maryland                 | Grande Loja Prince Hall de Maryland (Prince Hall Grand Lodge of Maryland) | 1845        | 98    | 4.762   | PHCGM, PHA, List of Lodges                                                                                        |
| Estados Unidos | Massachusetts            | Grande Loja George Washington Caver (George Washington Carver Grand Lodge) |             |       |         | Informação não localizada                                                                                         |
| Estados Unidos | Massachusetts            | Grande Loja de Massachusetts (Grand Lodge of Massachusetts) | 1733        | 245   | 34.662  | CGMNA, List of Lodges                                                                                             |
| Estados Unidos | Massachusetts            | Grande Loja prince Hall de Massachusetts (Prince Hall Grand Lodge of Massachusetts) | 1791        | 27    | 1.287   | PHCGM, PHA, List of Lodges                                                                                        |
| Estados Unidos | Michigan                 | Grande Loja de Michigan (Grand Lodge of Michigan) | 1826        | 304   | 36.174  | CGMNA, List of Lodges                                                                                             |
| Estados Unidos | Michigan                 | Grande Loja Orgulho do Oriente (Pride of the East Grand Lodge) |             |       |         | National Compact                                                                                                  |
| Estados Unidos | Michigan                 | Grande Loja Prince Hall de Michigan (Prince Hall Grand Lodge of Michigan) | 1866        | 47    | 2.900   | PHCGM, PHA, List of Lodges                                                                                        |
| Estados Unidos | Michigan                 | Grande Loja Ralph Bunche (Ralph Bunche Grand Lodge) |             |       |         | Int. FM |
| Estados Unidos | Minnesota                | Grande Loja de Minnesota (Grand Lodge of Minnesota) | 1853        | 156   | 14.084  | CGMNA, List of Lodges                                                                                             |
| Estados Unidos | Minnesota                | Grande Loja Estrela do Norte (North Star Grand Lodge) |             |       |         | National Compact                                                                                                  |
| Estados Unidos | Minnesota                | Grande Loja Prince Hall de Minnesota (Prince Hall Grand Lodge of Minnesota) | 1894        | 14    | 400     | PHCGM, PHA, List of Lodges                                                                                        |
| Estados Unidos | Mississippi              | Grande Loja do Mississipi (Grand Lodge of Mississippi) | 1818        | 247   | 18.689  | CGMNA, List of Lodges                                                                                             |
| Estados Unidos | Mississippi              | Grande Loja Rei Davi do Mississipi (King David Grand Lodge of Mississippi) |             |       |         | Informação não localizada                                                                                         |
| Estados Unidos | Mississippi              | Grande Loja Prince Hall (Prince Hall Grand Lodge) |             |       |         | National Compact                                                                                                  |
| Estados Unidos | Mississippi              | Grande Loja Stringer do Mississipi (Stringer Grand Lodge of Mississippi) | 1873        | 357   | 17.910  | PHCGM, PHA |
| Estados Unidos | Missouri                 | Grande Loja do Missouri (Grand Lodge of Missouri) | 1821        | 350   | 42.851  | CGMNA, List of Lodges                                                                                             |
| Estados Unidos | Missouri                 | Grande Loja prince Hall do Missouri (Prince Hall Grand Lodge of Missouri) | 1866        | 64    | 2.549   | PHCGM, PHA, List of Lodges                                                                                        |
| Estados Unidos | Missouri                 | Grande Loja de Santo André (St. Andrew's Grand Lodge) |             |       |         | National Compact                                                                                                  |
| Estados Unidos | Missouri                 | Grande Loja Ramo de Acácia (Sprig of Acacia Grand Lodge) |             |       |         | GAMT |
| Estados Unidos | Montana                  | Grande Loja de Montana (Grand Lodge of Montana) | 1866        | 94    | 5.796   | CGMNA, List of Lodges                                                                                             |
| Estados Unidos | Nebraska                 | Grande Loja de Nebraska (Grand Lodge of Nebraska) | 1857        | 139   | 12.270  | CGMNA, List of Lodges                                                                                             |
| Estados Unidos | Nebraska                 | Grande Loja Prince Hall de Nebraska (Prince Hall Grand Lodge of Nebraska) | 1919        | 8     | 286     | PHCGM, PHA, List of Lodges                                                                                        |
| Estados Unidos | Nevada                   | Grande Loja de Nevada (Grand Lodge of Nevada) | 1865        | 42    | 4.168   | CGMNA, List of Lodges                                                                                             |
| Estados Unidos | Nevada                   | Grande Loja Prince Hall de Nevada (Prince Hall Grand Lodge of Nevada) | 1960        | 6     | 165     | PHCGM, PHA, List of Lodges                                                                                        |
| Estados Unidos | New Hampshire            | Grande Loja de New Hampshire (Grand Lodge of New Hampshire) | 1789        | 65    | 6.980   | CGMNA, List of Lodges                                                                                             |
| Estados Unidos | New Jersey               | Grande loja Garden State (Garden State Grand Lodge) |             |       |         | Informação não localizada                                                                                         |
| Estados Unidos | New Jersey               | Grande Loja de New jersey (Grand Lodge of New Jersey) | 1786        | 122   | 24.353  | CGMNA, List of Lodges                                                                                             |
| Estados Unidos | New Jersey               | Grande Loja Oriental A.F. & A.M. de New Jersey (Oriental Grand Lodge A. F. & A. M. of New Jersey) |             |       |         | Informação não localizada                                                                                         |
| Estados Unidos | New Jersey               | Grande Loja Prince Hall de New Jersey (Prince Hall Grand Lodge of New Jersey) | 1848        | 52    | 3.145   | PHCGM, PHA, List of Lodges                                                                                        |
| Estados Unidos | New Jersey               | Grande Loja Regular Nova Vida de New Jersey (New Life Regular Grand Lodge of New Jersey) |             |       |         | Informação não localizada                                                                                         |
| Estados Unidos | New Jersey               | Grande Loja de São João (St. John's Grand Lodge) |             |       |         | National Compact                                                                                                  |
| Estados Unidos | Novo México              | Grande Loja do Novo México (Grand Lodge of New Mexico) | 1877        | 57    | 5.228   | CGMNA, List of Lodges                                                                                             |
| Estados Unidos | Novo México              | Grande Loja Prince Hall do Novo México (Prince Hall Grand Lodge of New Mexico) | 1921        |       |         | PHCGM, PHA, List of Lodges                                                                                        |
| Estados Unidos | Nova Iorque              | Grande Loja do Estado de Nova Iorque (Grand Lodge of the State of New York) | 1781        | 522   | 44.525  | CGMNA, List of Lodges                                                                                             |
| Estados Unidos | Nova Iorque              | Grande Loja de Nova Iorque (Grand Lodge of New York) |             |       |         | National Compact                                                                                                  |
| Estados Unidos | Nova Iorque              | Grande Loja de Hiram (Hiram Grand Lodge) |             |       |         | Informação não localizada                                                                                         |
| Estados Unidos | Nova Iorque              | Grande Loja Omega (Omega Grand Lodge) |             |       |         | CLIPSAS |
| Estados Unidos | Nova Iorque              | Grande Loja Prince Hall de Nova Iorque (Prince Hall Grand Lodge of New York) | 1845        | 72    | 5.300   | PHCGM, PHA, List of Lodges                                                                                        |
| Estados Unidos | Nova Iorque              | Grand Loja Rosa de Sharon (Rose of Sharon Grand Lodge) |             |       |         | Int. FM |
| Estados Unidos | Ohio                     | Grande Loja Eureka (Eureka Grand Lodge) |             |       |         | National Compact                                                                                                  |
| Estados Unidos | Ohio                     | Grande Loja de Ohio (Grand Lodge of Ohio) | 1808        | 503   | 97.397  | CGMNA, List of Lodges                                                                                             |
| Estados Unidos | Ohio                     | Grane Loja Prince Hall de Ohio (Prince Hall Grand Lodge of Ohio) | 1849        | 62    | 4.904   | PHCGM, PHA, List of Lodges                                                                                        |
| Estados Unidos | Oklahoma                 | Grande Loja Eureka (Eureka Grand Lodge) |             |       |         | National Compact                                                                                                  |
| Estados Unidos | Oklahoma                 | Grande Loja de Oklahoma (Grand Lodge of Oklahoma) | 1874        | 223   | 24.054  | CGMNA, List of Lodges                                                                                             |
| Estados Unidos | Oklahoma                 | Grande Loja Prince Hall de Oklahoma (Prince Hall Grand Lodge of Oklahoma) | 1893        | 129   | 6.000   | PHCGM, PHA, List of Lodges                                                                                        |
| Estados Unidos | Oregon                   | Grande Loja do Oregon (Grand Lodge of Oregon) | 1851        | 112   | 9.203   | CGMNA, List of Lodges                                                                                             |
| Estados Unidos | Oregon                   | Grande Loja Prince Hall do Oregon, Idaho e Montana (Prince Hall Grand Lodge of Oregon, Idaho and Montana) | 1960        | 8     | 143     | PHCGM, PHA, List of Lodges                                                                                        |
| Estados Unidos | Oregon                   | Grande Loja Filhos do Haiti (Sons of Haiti Grand Lodge) |             |       |         | SONS OF HAITI |
| Estados Unidos | Pensilvânia              | Grande Loja da Pensilvânia (Grand Lodge of Pennsylvania) | 1731        | 428   | 111.661 | CGMNA, List of Lodges                                                                                             |
| Estados Unidos | Pensilvânia              | Grande Loja de Keystone (Keystone Grand Lodge) | 1996        |       |         | Informação não localizada                                                                                         |
| Estados Unidos | Pensilvânia              | Mais Adorável Grande Loja da Pensilvânia (Most Worshipful Grand Lodge of Pennsylvania) |             |       |         | National Compact                                                                                                  |
| Estados Unidos | Pensilvânia              | Prince Hall Grand Lodge of Pennsylvania | 1797        | 107   | 7.600   | PHCGM, PHA, List of Lodges                                                                                        |
| Estados Unidos | Rhode Island             | Grande Loja de Rhode Island e Plantações de Providence (Grand Lodge of Rhode Island and Providence Plantations) | 1791        | 25    | 3.847   | CGMNA, List of Lodges                                                                                             |
| Estados Unidos | Rhode Island             | Grande Loja Prince Hall de Rhode Island Prince Hall Grand Lodge of Rhode Island | 1858        | 5     | 280     | PHCGM, PHA, List of Lodges                                                                                        |
| Estados Unidos | Tennessee                | Grande Loja do Tennessee (Grand Lodge of Tennessee) | 1813        | 333   | 44.390  | CGMNA, List of Lodges                                                                                             |
| Estados Unidos | Tennessee                | Grande Loja Prince Hall de Tennessee (Prince Hall Grand Lodge of Tennessee) | 1870        | 172   | 6.500   | PHCGM, PHA, List of Lodges                                                                                        |
| Estados Unidos | Texas                    | Grande Loja Abraham AF&AM do Texas (Abraham Grand Lodge AF&AM of Texas) | 1974        | 12    | 153     | SOGLIA |
| Estados Unidos | Texas                    | Grande Loja do Texas (Grand Lodge of Texas) | 1837        | 856   | 85.442  | CGMNA, List of Lodges                                                                                             |
| Estados Unidos | Texas                    | Grande Selo de Unidade, Paz e Força (Great Seal of Unity, Peace and Strength) | 2018        |       |         | GAMT |
| Estados Unidos | Texas                    | Grande Loja prince Hall do Texas (Prince Hall Grand Lodge of Texas) | 1875        | 424   | 10.400  | PHCGM, PHA, List of Lodges                                                                                        |
| Estados Unidos | Utah                     | Grande Loja de Utah (Grand Lodge of Utah) | 1872        | 30    | 2.034   | CGMNA, List of Lodges                                                                                             |
| Estados Unidos | Utah                     | Internacional Ordem Maçônica Delphi dos EUA (International Masonic Order DELPHI of USA) | 2005        | 4     | 59      | UMM, CATENA, CLIPSAS, SIMPA, COMALACE, BEPA, Supreme Councils of the Ancient and Accepted Scottish Rite, RMI, MUB |
| Estados Unidos | Vermont                  | Grande Loja de Vermont (Grand Lodge of Vermont) | 1794        | 88    | 6.099   | CGMNA, List of Lodges                                                                                             |
| Estados Unidos | Virginia                 | Grande Loja de Hiram Consolidada (Consolidated Hiram Grand Lodge) |             |       |         | Informação não localizada                                                                                         |
| Estados Unidos | Virginia                 | Grande Loja da Virgínia (Grand Lodge of Virginia) | 1778        | 311   | 38.008  | CGMNA, List of Lodges                                                                                             |
| Estados Unidos | Virginia                 | Grande Loja Prince Hall da Virgínica (Prince Hall Grand Lodge of Virginia) | 1877        | 208   | 10.865  | PHCGM, PHA, List of Lodges                                                                                        |
| Estados Unidos | Virginia                 | Grande Loja de São João (St. John's Grand Lodge) |             |       |         | National Compact                                                                                                  |
| Estados Unidos | Virginia Ocidental       | Grande Loja da Virgínica Ocidental (Grand Lodge of West Virginia) | 1865        | 139   | 21.643  | CGMNA, List of Lodges                                                                                             |
| Estados Unidos | Virginia Ocidental       | Grande Loja Prince Hall da Virgínia Ocidental (Prince Hall Grand Lodge of West Virginia) |             | 25    | 592     | PHCGM, PHA, List of Lodges                                                                                        |
| Estados Unidos | Virginia Ocidental       | Grande Loja Construtor Real (Royal Craft Grand Lodge) |             |       |         | National Compact                                                                                                  |
| Estados Unidos | Washington               | Grande Loja de Mistérios Antigos (Ancient Mysteries Grand Lodge) |             |       |         | GAMT |
| Estados Unidos | Washington               | Grande Loja de Washington (Grand Lodge of Washington) | 1858        | 189   | 17.682  | CGMNA, List of Lodges                                                                                             |
| Estados Unidos | Washington               | Grande Loja Prince Hall de Washington (Prince Hall Grand Lodge of Washington) | 1903        | 60    | 2.958   | PHCGM, PHA, List of Lodges                                                                                        |
| Estados Unidos | Washington               | Grande Oriente de Washington (Grand Orient of Washington D.C & Maryland) |             |       |         | GAMT |
| Estados Unidos | Wisconsin                | Grande Loja de Wisconsin (Grand Lodge of Wisconsin) | 1843        | 183   | 12.165  | CGMNA, List of Lodges                                                                                             |
| Estados Unidos | Wisconsin                | Grande Loja Prince Hall de Wisconsin (Prince Hall Grand Lodge of Wisconsin) | 1952        | 11    | 650     | PHCGM, PHA, List of Lodges                                                                                        |
| Estados Unidos | Wyoming                  | Grande Loja de Wyoming (Grand Lodge of Wyoming) | 1874        | 46    | 3.776   | CGMNA, List of Lodges                                                                                             |
| Estados Unidos |                          | Grande Loja Imhotep (Imhotep Grand Lodge) |             |       |         | GAMT |
| Estados Unidos |                          | União George Washington (George Washington Union) | 1976        | 5     | 37      | CLIPSAS, SIMPA |
| Estados Unidos |                          | Soberano Santuário Memphis Misraim para os Estados Unidos da América do Norte (Soberano Santuario Memphis Misraim para los Estados Unidos de Norte America)                                                                      |             |       |         | GAMT |
| Estados Unidos |                          | Santuário Soberano Nacional Rito antigo e primitivo de Memphis-Misraïm para os Estados Unidos e Jurisdições (National Sovereign Sanctuary Ancient and Primitive Rite of Memphis-Misraïm for the United States and Jurisdictions) |             |       |         | GAMT |
| Estados Unidos |                          | Ordem Honrosa da Co-Maçonaria Americana (Honorable Order of American Co-Masonry) | 1909/1994   |       |         | Informação não localizada                                                                                         |
| Estados Unidos |                          | Ordem Maçônica Egípcia dos Ritos Antigos e Primitivos de Memphis e Misraim (Egyptian Masonic Order of the Ancient and Primitive Rites of Memphis and Misraim)                                                                    |             |       |         | GAMT |
| Estados Unidos |                          | Le Droid Humain - Federação Americana (Le Droit Humain - American Federation) | 1903        |       |         | DH |
| Estados Unidos |                          | Grande Loja Feminina dos Estados Unidos (Gran Logia Femenina de USA) |             |       |         | GAMT |
| Estados Unidos |                          | Grande Loja Nacional Prince Hall Origem (National Grand Lodge Prince Hall Origin) |             |       |         | National Compact                                                                                                  |
| Estados Unidos |                          | Supremo Conselho do Rito Escocês Antigo e Aceito de Cerneau (Supreme Council of the Ancient & Accepted Scottish Cerneau Rite) | 1804        |       |         | GAMT |
| Estados Unidos |                          | Supremo Conselho Legislativo de Maçons do Oriente Médio (Supreme Legislative Council Middle East Freemasons |             |       |         | GAMT |

## América do Sul
| País        |                                                    |  | Jurisdição                              | Nome | Fundação   | Lojas | Membros | Grupo(s) de Reconhecimento |
| ----------- | -------------------------------------------------- |  | --------------------------------------- | --- | ---------- | ----- | ------- | --- |
| Continental |                                                    |  |                                         | Grande Oriente Latinoamericano (Gran Oriente Latinoamericano - GOLA)                                                                                          | 1984       |       |         | CLIPSAS |
| Argentina   |                                                    |  |                                         | Grande Loja da Argentina de Maçons Livres e Aceitos (Gran Logia de la Argentina de Libres y Acceptados Masones)                                               | 1857       | 208   | 4.500   | CMI, List of Lodges |
| Argentina   |                                                    |  |                                         | Grande Loja Regular Argentina (Gran Logia Regular Argentina)                                                                                                  |            |       |         | GAMT |
| Argentina   |                                                    |  |                                         | Grande Oriente da Nação Argentina (Gran Oriente de la Nación Argentina)                                                                                       |            |       |         | GAMT |
| Argentina   |                                                    |  |                                         | Grande Oriente Federal da República Argentina (Gran Oriente Federal de la República Argentina)                                                                |            | 11    |         | CLIPSAS, CIMAS, GAMT |
| Bolivia     |                                                    |  |                                         | Grande Loja da Bolívia (Gran Logia de Bolivia - GLB) | 1929       | 81    | 4.600   | CMI, CMB |
| Bolivia     |                                                    |  |                                         | Grande Loja Feminina da Bolívia (Gran Logia Femenina de Bolivia - GLFB)                                                                                       | 2007       | 6     | 1.000   | CLIPSAS |
| Bolívia     |                                                    |  |                                         | Grande Oriente da Bolívia (GOB) |            |       |         | GAMT |
| Brasil      |                                                    |  |                                         | Ordem Real De Heredom De Kilwinning do Brasil (HRDM) | 2016       | 12    | 250     | SOGLIA |
| Brasil      | A∴R∴L∴S∴ CAVALEIROS DA VIRTUDE MAÇONARIA UNIVERSAL |  |                                         | Grande Loja Unida Maçonica Brasileira (GLUMB) | 2022       |       |         | SOGLIA |
|             |                                                    |  |                                         | |            |       |         | |
| Brasil      |                                                    |  |                                         | Grande Loja Tradicional Do Brasil (GLTB) | 2019       | 23    | 280     | GLMP GLMA GLMS |
| Brasil      |                                                    |  |                                         | Grande Oriente do Brasil (GOB) | 1822       | 2,652 | 81.277  | CMI, List of Lodges |
| Brasil      |                                                    |  | Acre                                    | Grande Loja Maçônica do Estado do Acre (GLEAC) | 1973       | 18    | 762     | CMI, CMSB, List of Lodges |
| Brasil      |                                                    |  | Acre                                    | Grande Oriente do Acre |            |       |         | COMAB |
| Brasil      |                                                    |  | Alagoas                                 | Grande Loja Maçônica do Estado de Alagoas (GLOMEAL) | 1959       | 20    | 450     | CMI, CMSB |
| Brasil      |                                                    |  | Alagoas                                 | Grande Oriente Maçônico de Alagoas (GOAL) | 1981       | 5     |         | COMAB |
| Brasil      |                                                    |  | Amapá                                   | Grande Loja Maçônica do Amapá (GLOMAP) | 1988       | 9     | 308     | CMI, CMSB |
| Brasil      |                                                    |  | Amapá                                   | Grande Oriente Amapaense |            |       |         | COMAB |
| Brasil      |                                                    |  | Amazonas                                | Grande Loja Maçônica do Amazonas (GLOMAM) | 1904       | 40    | 4.484   | CMI, CMSB, List of Lodges |
| Brasil      |                                                    |  | Amazonas                                | Grande Oriente Independente do Amazonas (GOIA) | 2021       |       |         | GOISP, SCREEB, GLUAM |
| Brasil      |                                                    |  | Amazonas                                | Grande Oriente Amazonense |            |       |         | COMAB |
| Brasil      |                                                    |  | Bahia                                   | Corporação Maçônica da Bahia (CMB) | 2020       |       |         | GOMPE, GOSP, SCRM, SCREAA, GOES. |
| Brasil      |                                                    |  | Bahia                                   | Grande Loja Maçônica do Estado da Bahia (GLEB) | 1927       | 165   | 6.640   | CMI, CMSB, List of Lodges |
| Brasil      |                                                    |  | Bahia                                   | Grande Oriente da Bahia (GOBA) |            | 21    |         | CMI, COMAB |
| Brasil      |                                                    |  | Bahia                                   | Corporação Maçônica da Bahia (CMB) | 2020       |       |         | GOSP, SCREAA, GOMPE, GOES. |
| Brasil      |                                                    |  | Ceará                                   | Grande Loja Maçônica do Estado da Ceará (GLMECE) | 1928       | 169   | 5040    | CMI, CMSB, List of Lodges |
| Brasil      |                                                    |  | Ceará                                   | Grande Oriente do Ceará (GOCE) | 1973       |       |         | COMAB |
| Brasil      |                                                    |  | Distrito Federal                        | Grande Loja Maçônica do Distrito Federal (GLMDF) | 1963       | 38    | 1.000   | CMSB, List of Lodges |
| Brasil      |                                                    |  | Espirito Santo                          | Grande Loja Maçônica do Estado do Espirito Santo (GLMEES) | 1970       | 98    | 7.511   | CMI, CMSB, List of Lodges |
| Brasil      |                                                    |  | Goiás                                   | Grande Loja Maçônica do Estado de Goiás (GLEG) | 1951       | 115   | 2.936   | CMI, CMSB, List of Lodges |
| Brasil      |                                                    |  | Goiás                                   | Grande Oriente de Goiás |            |       |         | COMAB |
| Brasil      |                                                    |  | Maranhão                                | Grande Loja Maçônica do Estado do Maranhão (GLEMA) | 1960       | 46    | 1.190   | CMI, CMSB, List of Lodges |
| Brasil      |                                                    |  | Maranhão                                | Grande Oriente do Estado do Maranhão (GOEMA) | 1973       |       |         | COMAB |
| Brasil      |                                                    |  | Mato Grosso                             | Grande Loja Maçônica do Estado de Mato Grosso (GLEMT) | 1978       | 84    | 2.281   | CMI, CMSB, List of Lodges |
| Brasil      |                                                    |  | Mato Grosso                             | Grande Oriente do Estado de Mato Grosso (GOEMT) | 1971       | 82    |         | CMI, COMAB |
| Brasil      |                                                    |  | Mato Grosso do Sul                      | Grande Loja Maçônica do Estado de Mato Grosso do Sul (GLMEMGS)                                                                                                | 1962       | 61    | 2.475   | CMI, CMSB, List of Lodges |
| Brasil      |                                                    |  | Mato Grosso do Sul                      | Grande Oriente do Mato Grosso do Sul (GOMS) | 1978       | 37    |         | CMI, COMAB |
| Brasil      |                                                    |  | Minas Gerais                            | Grande Loja Maçônica de Minas Gerais (GLMMG) | 1927       | 303   | 9.889   | CMI, CMSB, List of Lodges |
| Brasil      |                                                    |  | Minas Gerais                            | Grande Oriente de Minas Gerais (GOMG) | 1944       | 196   | 9.500   | CMI, COMAB |
| Brasil      |                                                    |  | Minas Gerias                            | União de Lojas Maçônicas Independentes (UNILOJAS) | 2004       |       |         | CNMB- Confederacão Nacional Maçônica do Brasil ,GLUSA, GOMB, MSNB, IGLPI                                                            |
| Brasil      |                                                    |  | Pará                                    | Grande Loja Maçônica do Pará (GLEPA) | 1927       | 66    | 2.200   | CMI, CMSB |
| Brasil      |                                                    |  | Pará                                    | Grande Oriente do Pará |            |       |         | CMI - COMAB |
| Brasil      |                                                    |  | Paraíba                                 | Grande Loja Maçônica do Estado da Paraíba (GLEPB) | 1927       | 46    | 1.696   | CMI, CMSB |
| Brasil      |                                                    |  | Paraíba                                 | Grande Oriente da Paraíba (GOPB) | 1980       | 39    |         | CMI, COMAB |
| Brasil      |                                                    |  | Paraíba                                 | Grande Oriente Maçônico do Estado da Paraíba (GOMEP) |            |       |         | COMIB |
| Brasil      |                                                    |  | Paraná                                  | Grande Loja do Paraná (GLP) | 1941       | 151   | 4.601   | CMI, CMSB, List of Lodges |
| Brasil      |                                                    |  | Paraná                                  | Grande Loja Unida do Paraná (GLUP) | 1981       |       |         | CLIPSAS |
| Brasil      |                                                    |  | Paraná                                  | Grande Oriente do Paraná (GOP) | 1952       | 162   | 2.800   | CMI, COMAB |
| Brasil      |                                                    |  | Pernambuco                              | Grande Oriente de Pernambuco (GOPE/GOB-PE) | 1926       |       |         | UGLE (Grande Loja Unida da Inglaterra), CMI (Confederação Maçônica Interamericana), GOB (Grande Oriente do Brasil), List of Lodges. |
| Brasil      |                                                    |  | Pernambuco                              | Grande Oriente Maçônico de Pernambuco (GOMPE) | 2019       |       |         | GOMB, GOSP, GOES, CMB |
| Brasil      |                                                    |  | Pernambuco                              | Grande Loja Maçônica de Pernambuco (GLMPE) | 1932       | 68    | 1.355   | UGLE (Grande Loja Unida da Inglaterra), CMI (Confederação Maçônica Interamericana), CMSB, List of Lodges.                           |
| Brasil      |                                                    |  | Pernambuco                              | Grande Loja Maçônica Unida do Estado de Pernambuco (GLMUPE)                                                                                                   | 1982       | 5     |         | Confederação Maçônica das Américas (CMA)                                                                                            |
| Brasil      |                                                    |  | Pernambuco                              | Grande Oriente Independente de Pernambuco (GOIPE) |            | 56    |         | CMI, COMAB |
| Brasil      |                                                    |  | Piauí                                   | Grande Loja Maçônica do Piauí (GLMPI) | 1948       | 44    | 1.346   | CMI, CMSB |
| Brasil      |                                                    |  | Piauí                                   | Grande Loja Maçônica Mista do Piauí |            |       |         | GAMT |
| Brasil      |                                                    |  | Piauí                                   | Grande Loja Unida do Piauí |            |       |         | GLUSA |
| Brasil      |                                                    |  | Piauí                                   | Grande Oriente do Piauí |            |       |         | COMAB |
| Brasil      |                                                    |  | Rio de Janeiro                          | Grande Loja Maçônica do Estado do Rio de Janeiro (GLMERJ.) | 1927       | 188   | 6.100   | CMI, CMSB, List of Lodges |
| Brasil      |                                                    |  | Rio de Janeiro                          | Grande Oriente do Rio de Janeiro (GORJ) | 1973       | 65    | 1.000   | CMI, COMAB |
| Brasil      |                                                    |  | Rio Grande do Norte                     | Grande Loja Maçônica do Estado do Rio Grande do Norte (GLERN)                                                                                                 | 1974       | 25    | 710     | CMI, CMSB |
| Brasil      |                                                    |  | Rio Grande do Norte                     | Grande Oriente do Rio Grande do Norte (GORN) |            |       |         | COMAB |
| Brasil      |                                                    |  | Rio Grande do Sul                       | Grande Loja Maçônica do Estado do Rio Grande do Sul (GLOJARS)                                                                                                 | 1928       | 207   | 7.158   | CMI, CMSB, List of Lodges |
| Brasil      |                                                    |  | Rio Grande do Sul                       | Grande Loja Regular do Rio Grande do Sul |            |       |         | SOGLIA |
| Brasil      |                                                    |  | Rio Grande do Sul                       | Grande Oriente do Rio Grande do Sul (GORGS) | 1893       | 258   |         | CMI, COMAB, List of Lodges |
| Brasil      |                                                    |  | Rondônia                                | Grande Loja Maçônica do Estado de Rondônia (GLOMARON) | 1985       | 37    | 1.035   | CMI, CMSB, List of Lodges |
| Brasil      |                                                    |  | Roraima                                 | Grande Loja Maçônica do Estado de Roraima (GLMR) | 1981       | 11    | 350     | CMI, CMSB, List of Lodges |
| Brasil      |                                                    |  | Roraima                                 | Grande Loja Unida de Roraima (GLUR) |            |       |         | Informação não localizada |
| Brasil      |                                                    |  | Santa Catarina                          | Grande Loja de Santa Catarina (MRGLSC) | 1956       | 106   | 3.223   | CMI, CMSB, List of Lodges |
| Brasil      |                                                    |  | Santa Catarina                          | Grande Loja Unida de Santa Catarina - GLUSC | 2010       | 7     |         | CLIPSAS, COMAM |
| Brasil      |                                                    |  | Santa Catarina                          | Grande Oriente de Santa Catarina (GOSC) | 1950       | 120   | 3.954   | CMI, COMAB |
| Bras        |                                                    |  | Santa Catarina                          | Grande Oriente Independente de Santa Catarina (GOISC) |            |       |         | COMIB |
| Brasil      |                                                    |  | São Paulo                               | Grande Loja Maçônica do Estado de São Paulo (GLESP) | 1927       | 779   | 23.346  | CMI, CMSB, List of Lodges |
| Brasil      |                                                    |  | São Paulo                               | Grande Oriente Escocês de São Paulo (GOESP) | 2015       | 26    | 200     | |
| Brasil      |                                                    |  | São Paulo                               | Grande Loja Regular de São Paulo | 2007       |       |         | SOGLIA |
| Brasil      |                                                    |  | São Paulo                               | Grande Oriente de São Paulo (GOSP) | 1921       | 350   | 8.500   | CMB, GOMPE |
| Brasil      |                                                    |  | São Paulo                               | Grande Oriente Independente de São Paulo (GOISP) | 2012       |       |         | COMIB |
| Brasil      |                                                    |  | São Paulo                               | Grande Oriente Paulista (GOP-SP) | 1981       | 360   | 10.000  | CMI, COMAB , CMSB , GOB |
| Brasil      |                                                    |  | Sergipe                                 | Grande Loja Maçônica do Estado de Sergipe (GLOMES) | 1983       | 14    | 398     | CMI, CMSB |
| Brasil      |                                                    |  | Sergipe                                 | Grande Oriente de Sergipe (GOS) | 2012       | 3     |         | COMAB |
| Brasil      |                                                    |  | Tocantins                               | Grande Loja Maçônica do Estado do Tocantins | 1989       | 27    | 686     | CMI, CMSB |
| Brasil      |                                                    |  |                                         | Antiga Ordem Maçônica Mundial | 2017       |       |         | GAMT |
| Brasil      |                                                    |  |                                         | Confederação da Maçonaria Regular do Brasil (CMRB) |            |       |         | Informação não localizada |
| Brasil      |                                                    |  |                                         | Confederação da Maçonaria Unida do Brasil (COMUBRA) |            |       |         | Informação não localizada |
| Brasil      |                                                    |  |                                         | Grande Loja Adonhiramita do Rio Grande do Sul (GLADON) |            |       |         | Informação não localizada |
| Brasil      |                                                    |  |                                         | Grande Loja Arquitetos de Aquário (GLADA) | 1986       | 25    |         | CLIPSAS, CATENA |
| Brasil      |                                                    |  |                                         | Grande Oriente Escocês de São Paulo (GOESP) |            | 6     |         | GLNF / GOF |
| Brasil      |                                                    |  |                                         | Grande Loja Brasileira Estrela Mistica (GLOBEM) |            |       |         | GLUSA |
| Brasil      |                                                    |  |                                         | Grande Loja Feminina do Brasil | 2002       |       |         | CLIPSAS, COMAM |
| Brasil      |                                                    |  | São Paulo                               | Grande Loja Maçônica Universal (GLOMUN) | 25/01/2021 | 06    |         | MUR / GLMB / GOMP/ CLIPSAS |
| Brasil      |                                                    |  |                                         | Grande Loja Maçônica Brasileira |            |       |         | GAMT |
| Brasil      |                                                    |  |                                         | Grande Loja Maçônica Mista do Brasil | 1968       |       |         | CLIPSAS, COMAM |
| Brasil      |                                                    |  |                                         | Grande Loja Maçônica Mundial (GLMM) | 2014       | 24    |         | GLUSA |
| Brasil      |                                                    |  |                                         | Grande Loja Maçônica Unida do Brasil (GLUB) |            |       |         | Informação não localizada |
| Brasil      |                                                    |  | Piauí                                   | Grande Oriente Nacional do Brasil (GONB) | 1998       | 4     | 76      | GONB |
| Brasil      |                                                    |  |                                         | Grande Loja Unida Brasileira |            | 6     |         | Informação não localizada |
| Brasil      |                                                    |  |                                         | Grande Loja Unida Paulista (GLUP) | 2017       | 27    |         | GLON, SOGLIA |
| Brasil      |                                                    |  |                                         | Grande Oriente Feminino (GOF) |            |       |         | Informação não localizada |
| Brasil      |                                                    |  |                                         | Grande Oriente Independente Feminino do Brasil (GOIFB) | 2013       | 4     |         | Informação não localizada |
| Brasil      |                                                    |  |                                         | Grande Oriente Independente do Brasil (GOIB) | 2017       |       |         | GAMT |
| Brasil      |                                                    |  |                                         | Grande Oriente Maçônico do Brasil (GOMB) | 2009       | 148   | 1580    | GODF, CLIPSAS, PATRIOTAS, GLUA, COMAM,CMRB                                                                                          |
| Brasil      |                                                    |  |                                         | Grande Oriente Maçônico Pan-Americano (GOMP) | 2009       | 14    |         | CLIPSAS, COMAM |
| Brasil      |                                                    |  |                                         | Grande Oriente Nacional Glória do Ocidente do Brasil (GONAB)                                                                                                  | 1961       | 60    |         | CLIPSAS |
| Brasil      |                                                    |  |                                         | Grande Oriente Real |            |       |         | GAMT |
| Brasil      |                                                    |  |                                         | Grande Oriente Simbólico Brasileiro |            |       |         | COMIB |
| Brasil      |                                                    |  |                                         | Guilda Maçônica Ordo Lux Dei (GOLD) | 2018       |       | 120     | GOLD |
| Brasil      |                                                    |  |                                         | Le Droit Humain Federação Brasileira | 1918       |       |         | DH |
| Brasil      |                                                    |  |                                         | Maçonaria Symbolica Nacional Brasileira (MSNB) | 1927       |       |         | GLUSA |
| Brasil      |                                                    |  |                                         | Sereníssima Grande Loja Unida Da Amazonia (GLUAM) | 2003       |       |         | SGL |
| Brasil      |                                                    |  |                                         | Soberano Santuário Imperial Maçonico do Rito de Memphis Misraim do Brasil                                                                                     |            |       |         | GAMT |
| Chile       |                                                    |  |                                         | Grande Loja de Massachusetts, lojas no Chile (Gran Logia de Massachusetts, logias em Chile)                                                                   | 1853       | 3     |         | Uma unidade da Grande Loja de Massachusetts, CGMNA                                                                                  |
| Chile       |                                                    |  |                                         | Grande Loja do Chile (Gran Logia de Chile) | 1862       | 226   | 11.450  | CMI, List of Lodges |
| Chile       |                                                    |  |                                         | Grande Loja Feminina do Chile (Gran Logia Feminina de Chile - GLFCH)                                                                                          | 1983       | 7     |         | CLIPSAS, FAMAF |
| Chile       |                                                    |  |                                         | Grande Oriente do Chile (Gran Oriente de Chile) | 1961       |       |         | CLIPSAS |
| Chile       |                                                    |  |                                         | Grande Loja Nacional do Chile (Gran Logia Nacional de Chile)                                                                                                  | 2010       |       |         | SOGLIA |
| Colombia    |                                                    |  | Santander                               | Grande Loja dos Andes (Gran Logia de los Andes) | 1972       | 13    |         | CMI, CMC, CMB, List of Lodges |
| Colombia    |                                                    |  | Barranquilla                            | Federação Colombiana de Lojas Maçônicas (Federación Colombiana de Logias Masónicas)                                                                           | 2008       |       |         | CLIPSAS |
| Colombia    |                                                    |  | Barranquilla                            | Mui Respeitável Grande Loja Nacional da Colômbia com sede em Barranquilla (Muy Respetable Gran Logia Nacional de Colombia con sede en Barranquillia)          | 1918       | 7     |         | CMI, CMC, CMB, List of Lodges |
| Colombia    |                                                    |  | Bogotá                                  | Grande Loja da Colômbia com sede em Bogotá (Gran Logia de Colombia con sede en Bogotá)                                                                        | 1922       | 48    |         | CMI, CMC, CMB, List of Lodges |
| Colombia    |                                                    |  | Cali                                    | Grande Loja Ocidental da Colômbia com sede em Cali (Gran Logia Occidental de Colombia con sede en Cali)                                                       | 1935       | 22    |         | CMI, CMC, CMB, List of Lodges |
| Colombia    |                                                    |  | Cartagena                               | Sereníssima Grande Loja Nacional da Colômbia com sede em Cartagena das Índias (Serenisima Gran Logia Nacional de Colombia con sede en Cartagena de Indias)    | 1920       | 19    | 330     | CMI, CMC, CMB, List of Lodges |
| Colombia    |                                                    |  | São José de Cúcuta - Norte de Santander | Grande Loja Oriental da Colômbia "Francisco de Paula Santander" (Gran Logia Oriental de Colombia "Francisco de Paula Santander")                              | 1945       | 7     | 115     | CMI, CMC, CMB, List of Lodges |
| Colômbia    |                                                    |  |                                         | Grande Loja Central da Colômbia (Gran Logia Central de Colombia)                                                                                              |            |       |         | GAMT |
| Colombia    |                                                    |  |                                         | Grande Loja do Norte da Colômbia (Gran Logia del Norte de Colombia)                                                                                           |            |       |         | CLIPSAS |
| Costa Rica  |                                                    |  |                                         | Grande Loja da Costa Rica (Gran Logia de Costa Rica) |            |       |         | CMI, CMCA |
| Equador     |                                                    |  |                                         | Grande Loja do Equador (Gran Logia del Ecuador - GLE) | 1921       | 28    | 471     | CMI,CMB, List of Lodges |
| Equador     |                                                    |  |                                         | Grande Loja Unida do Equador (Gran Logia Unida del Ecuador)                                                                                                   |            |       |         | COMAM |
| Equador     |                                                    |  |                                         | Grande Oriente Unido da República do Equador (Gran Oriente Unido de la República del Ecuador)                                                                 |            |       |         | GAMT |
| El Salvador |                                                    |  |                                         | Grande Loja Cuscatlán (Gran Logia Cuscatlán) | 1912       | 12    | 265     | CMI |
| El Salvador |                                                    |  |                                         | Grande Oriente de El Salvador (Gran Oriente de El Salvador)                                                                                                   | 2007       |       |         | CLIPSAS |
| Guatemala   |                                                    |  |                                         | Grande Loja da Guatemala (Gran Logia de Guatemala) | 1903       | 29    | 612     | CMI |
| Honduras    |                                                    |  |                                         | Grande Loja de Honduras (Gran Logia de Honduras) | 1922       | 11    | 250     | CMI |
| Nicaragua   |                                                    |  |                                         | Grande Loja Simbólica da Nicarágua (Gran Logia Simbólica de Nicaragua)                                                                                        | 1922       | 7     | 134     | CMI |
| Panamá      |                                                    |  |                                         | Grand Loja de Massachusetts, Lojas no Panamá (Lodge of Massachusetts, lodges in Panamá)                                                                       | 1906       | 4     |         | Uma unidade da Grande Loja de Massachusetts, CGMNA                                                                                  |
| Panamá      |                                                    |  |                                         | Grande Loja do Panamá (Gran Logia de Panamá) | 1916       | 21    | 418     | CMI, List of Lodges ,CMB |
| Paraguai    |                                                    |  |                                         | Grande Loja Simbólica do Paraguai (Gran Logia Simbólica del Paraguay)                                                                                         | 1869       | 76    | 2.150   | CMI, List of Lodges, GAMT |
| Paraguai    |                                                    |  |                                         | Grande Loja Regular Multiritualística do Paraguai (Gran Logia Regular Multiritualistica del Paraguay)                                                         |            |       |         | SOGLIA |
| Paraguai    |                                                    |  |                                         | Soberana Grande Loja Universal - Federação Paraguaia (Gran Logia Soberana Universal - Federación Paraguaya)                                                   |            |       |         | GAMT |
| Paraguai    |                                                    |  |                                         | Grande Loja Tradicional do Paraguai (Gran Logia Tradicional del Paraguay)                                                                                     |            |       |         | GAMT |
| Perú        |                                                    |  |                                         | Grande Loja da República do Peru (Gran Logia de la República del Peru)                                                                                        | 1882       | 183   | 4.508   | CMI,CMB, List of Lodges |
| Perú        |                                                    |  |                                         | Grande Loja Constitucional do Perú (Gran Logia Constitucional del Perú)                                                                                       | 2005       | 13    | 357     | CLIPSAS |
| Perú        |                                                    |  |                                         | Grande Loja Patrótica do Perú do Antigo e Primitivo Rito Egípcio de Memphis (Gran Logia Patriotica del Peru del Antiguo y Primitivo Rito Egipcio de Memphis.) |            |       |         | SOGLIA, COMAM |
| Perú        |                                                    |  |                                         | Grande Loja Oriental do Perú (Gran Logia Oriental del Perú)                                                                                                   |            |       |         | CLIPSAS, GAMT |
| Perú        |                                                    |  |                                         | Grande Oriente do Perú (Gran Oriente del Peru) |            |       |         | GAMT |
| Uruguai     |                                                    |  |                                         | Grande Loja do Uruguai (Gran Logia del Uruguay) | 1856       | 98    | 4.750   | CMI, List of Lodges |
| Uruguai     |                                                    |  |                                         | Grande Oriente da Francomassonaria do Uruguai (Oriente de La Franc-Masoneria del Uruguay)                                                                     |            |       |         | GAMT |
| Uruguai     |                                                    |  |                                         | Soberano Santuário do Uruguai (Soberano Santuario del Uruguay                                                                                                 |            |       |         | GAMT |
| Venezuela   |                                                    |  | Puerto Cabello                          | Grande Loja Soberana de Maçons Livres e Aceitos da Venezuela (Gran Logia Soberana de Libres y Aceptados Masones de Venezuela)                                 | 1918       | 14    | 250     | CLIPSAS, CIMAS, CCPOMA. |
| Venezuela   |                                                    |  |                                         | Grande Loja da Venezuela (Grand Lodge of Venezuela) | 1824       | 131   | 2.725   | List of Lodges |

## Europa
| Jurisdição                               | Name | Fundação            | Lojas | Membros    | Grupo(s) de Reconhecimento                                                                                        |
| ---------------------------------------- | --- | ------------------- | ----- | ---------- | --- |
| Albânia                                  | Grande Loja da Albânia Illyria (Lozha e Madhe Shqiptare Iliria) | 2013                | 5     | 80         | MUB, UMM, CLIPSAS                                                                                                 |
| Albânia                                  | Grande Loja da Albânia (Lozha e Madhe e Shqipërisë) | 2011                | 5     | 100        | Informação não localizada                                                                                         |
| Albânia                                  | Soberana Grande Loja da Albânia (Lozha e Madhe Sovrane e Shqipërisë) |                     |       |            | GAMT |
| Alemanha                                 | Grande Loja Mãe Nacional "Aos Três Globos" (Große National-Mutterloge „Zu den drei Weltkugeln“ - GNML 3WK)                                                                        | 1740                | 40    |            | VGLvD |
| Alemanha                                 | Grande Loja Maçônica da Alemanha (Große Landesloge der Freimaurer von Deutschland - GLL FvD)                                                                                      | 1770                | 100   | 3.500      | VGLvD |
| Alemanha                                 | Soberano Grande Oriente da Alemanha (Souveräner GrossOrient von Deutschland - SGOvD)                                                                                              | 2002                | 7     |            | Informação não localizada                                                                                         |
| Alemanha                                 | Grande Loja dos Maçons Livres e Aceitos da Alemanha (Großloge der Alten Freien und Angenommenen Maurer von Deutschland - GL AFuAMvD)                                              | 1949                | 260   | 10.000     | VGLvD |
| Alemanha                                 | A Grande Loja dos Maçons Britânicos na Alemanha (The Grand Lodge of British Freemasons in Germany (GL BFG)                                                                        | 1959/1982           | 16    |            | VGLvD |
| Alemanha                                 | Grande Loja Americana Canadense (American Canadian Grand Lodge -ACGL) | 1962/1970           | 41    |            | VGLvD, CGMNA |
| Alemanha                                 | Le Droit Humain - Jurisdição Alemã (Le Droit Humain - Deutsche Jurisdiktion) | 1969                |       |            | DH |
| Alemanha                                 | Grande Loja de Maçons Livres para Homens e Mulheres na Alemanha (Humanitas - Freimaurergrossloge für Männer und Frauen in Deutschland)                                            | 1959                | 10    | 160        | CATENA, CLIPSAS                                                                                                   |
| Alemanha                                 | Grande Loja Feminina da Alemanha (Frauen-Grossloge von Deutschland - FGLvD) | 1982                | 18    |            | CLIMAF |
| Andorra                                  | Grande Loja de Andorra (Gran Lògia d'Andorra - GLA) | 2000                | 15    | 340        | List of Lodges |
| Armênia                                  | Grande Loja da Armênia (ՀԱՅԱՍՏԱՆԻ ՄԵԾ ՕԹՅԱԿԸ) | 2002                | 11    |            | List of Lodges |
| Azerbaijão                               | Grande Loja Soberana de Dacia (Marea Lojă Suverană a Daciei) |                     |       |            | GAMT |
| Áustria                                  | Grande Loja da Áustria (Großloge von Österreich) | 1918                | 73    | 3.258      | List of Lodges, CIGLU                                                                                             |
| Áustria                                  | Grande Loja Liberal da Áustria (Liberale Großloge von Österreich) | 1953                | 5     |            | AME, AACEE, CLIPSAS                                                                                               |
| Áustria                                  | Grande Oriente da Áustria (Großorient von Österreich) | 1961                | 8     |            | CLIPSAS, AME, AACEE                                                                                               |
| Áustria                                  | Grande Loja Humanitas (Großloge Humanitas) | 1989                |       |            | CLIPSAS, CATENA                                                                                                   |
| Áustria                                  | Droit Humain of Austria |                     |       |            | DH |
| Áustria                                  | Grande Loja Regular da Áustria (Reguläre Großloge von Österreich) | 2019                | 5     | 35         | SOGLIA |
| Bélgica                                  | Federação Bélgica Le Droid Human (Fédération Belge du Droit Humain / Belgische federatie van Droit Humain)                                                                        | 1928                | 61    | 6.500      | AMIL, DH, LFB, SIMPA, AME                                                                                         |
| Bélgica                                  | Grande Loja da Bélgica (Grande Loge de Belgique / Grootloge van België) | 1959                | 52    | 2.500      | LFB, AMIL, CLIPSAS                                                                                                |
| Bélgica                                  | Grande Loja Feminina da Bélgica (Grande Loge féminine de Belgique / Vrouwengrootloge van België)                                                                                  | 1981                | 33    | 1.600      | LFB, AMIL, CLIPSAS, CLIMAF, AME                                                                                   |
| Bélgica                                  | Grande Loja Regular da Bélgica (Grande Loge Régulière de Belgique / Reguliere Grootloge van België)                                                                               | 1979                | 52    | 720        | List of Lodges |
| Bélgica                                  | Grande Oriente da Bélgica (Grand Orient de Belgique) | 1833                | 108   | 10.000+    | LFB, AMIL, SIMPA, CLIPSAS, AME                                                                                    |
| Bélgica                                  | Lithos - Confederação de Lojas (Lithos - Confédération de Loges / Lithos Confederatie van Loges)                                                                                  | 2006                | 33    |            | AME |
| Bulgária                                 | Grande Loja de Maçons Antigos e Maçons Aceitos da Bulgária (Великата Ложа на Старите Свободни и Приети Зидари в България)                                                         | 1997(1991)          | 70    | near 2.000 | OBO |
| Bulgária                                 | Grande Loja do Rito Escocês Antigo e Aceito da Bulgária (Велика ложа на стария приет шотландски ритуал в България)                                                                | 2013                | 23    |            | OBO |
| Bulgária                                 | Grande Loja Unida da Bulgária (Обединена велика ложа на България) | 2001                | 55    | 1.846      | List of Lodges |
| Bulgária                                 | Grande Loja Universal da Bulgária (Universal Grand Lodge of Bulgaria) |                     |       |            | CLIPSAS |
| Bulgária                                 | Grande Loja da Bulgária (Великата Ложа на България ) | 1917 (revived 2010) | 3     | 50         | OBO, CIGLU |
| Bulgária                                 | Le Droit Human Federação Bulgária (МАСОНСКИ ОРДЕН "ЧОВЕШКО ПРАВО" ОРИЕНТ - БЪЛГАРИЯ)                                                                                              | 1932                |       |            | DH |
| Croácia                                  | Grande Loja de Maçons Livres Antigos e Aceitos da Croácia (Velika loža starih, slobodnih i prihvaćenih zidara Hrvatske)                                                           | 1775                | 14    | 350        | List of Lodges |
| Croácia                                  | Grande Loja Simbólica da Croácia (Velika Simbolička Loža Hrvatske - VSLH ) | 2018                | 4     | 65         | Informação não localizada                                                                                         |
| Croácia                                  | Grande Loja Nacional da Croácia (Velika Nacionalna Loža Hrvatske) | 2014                | 7     |            | CLIPSAS, AME |
| Croácia                                  | Grande Loja Soberana da Dácia (Grande Loge Souveraine de Dacie) |                     |       |            | GAMT |
| Chipre                                   | Grande Loja do Chipre (ΜΕΓΑΛΗ ΣΤΟΑ ΤΗΣ ΚΥΠΡΟΥ) | 2006                | 12    | 520        | List of Lodges |
| Dinamarca                                | Ordem Dinamarquesa dos Maçons (Danske Frimurerorden) | 1743                | 100   | 9.497      | List of Lodges |
| Dinamarca                                | Grande Loja da Dinamarca (Storlogen af Danmark) | 1932                | 4     |            | CLIPSAS |
| Eslováquia                               | Grande Loja da Eslováquia (Veľká Lóža Slovenska) | 2009                | 3     | 60         | List of Lodges |
| Eslovênia                                | Grande Loja da Eslovênia (Velika Loža Slovenija) | 1999                |       |            | List of Lodges |
| Eslovênia                                | Grande Oriente da Eslovênia (Veliki Orijent Slovenije |                     |       |            | AME |
| Espanha                                  | Grande Loja da Espanha - Grande Oriente Espanhol (Gran Logia de España - Grande Oriente Español)                                                                                  | 1982                | 176   | 2.500      | List of Lodges |
| Espanha                                  | Grande Loja da Catalunha (Gran Lògia de Catalunya) | 1933                | 3     |            | Informação não localizada                                                                                         |
| Espanha                                  | Grande Loja da Comunidade de Andaluzia (Gran Logia de la Comunidad Andaluza) | 1982 ?              | 1     |            | CGLEM |
| Espanha                                  | Grande Loja das Ilhas Canárias (Gran Logia de Canarias) | 1996                | 8     |            | GLUE |
| Espanha                                  | Grande Loja de Aragão - Grande Oriente de Aragão (Gran Logia de Aragón - Gran Oriente de Aragón)                                                                                  | 2009                | 6     |            | Informação não localizada                                                                                         |
| Espanha                                  | Grande Loja Ibérica Unida (Gran Logia Ibérica Unida - GLIU) |                     |       |            | Informação não localizada                                                                                         |
| Espanha                                  | Grande Loja Feminina da Espanha (Gran Logia Femenina de España) | 2005                | 8     | 150        | CLIMAF, AME |
| Espanha                                  | Grande Loja Simbólica Espanhola (Gran Logia Simbólica Española) | 1980                | 41    |            | CLIPSAS, UMM, AME, EME                                                                                            |
| Espanha                                  | Grande Loja Simbólica da Espanha e Ibéria (Gran Logia Simbólica de España e Iberia)                                                                                               | 2009                | 8     | 100        | Informação não localizada                                                                                         |
| Espanha                                  | Grande Loja Soberana de Dacia (Marea Lojă Suverană a Daciei) |                     |       |            | GAMT |
| Espanha                                  | Grande Oriente de Andaluzia (Gran Oriente de Andalucía) |                     |       |            | GAMT |
| Espanha                                  | Grande Oriente Ibérico (Grande Oriente Ibérico) | 2001                | 14    | 360        | Informação não localizada                                                                                         |
| Espanha                                  | Grande Oriente de Madri (Gran Oriente de Madrid) | 1982 ?              | 1     |            | CGLEM |
| Espanha                                  | Grande Oriente da Catalunha (Gran Orient de Catalunya) | 1989                |       |            | CLIPSAS |
| Espanha                                  | Grande Priorado da Espanha (Gran Priorato de Hispania) | 2003                | 7     | 80         | Informação não localizada                                                                                         |
| Espanha                                  | Grande Priorado Retificado da Espanha (Gran Priorato Rectificado De Hispania) | 2010                | 7     |            | DNRF-GDDG |
| Espanha                                  | Le Droit Humain Federação Espanhola (Federación española de Le Droit Humain - El Derecho Humano)                                                                                  | 1921 (1979)         | 18    | 300        | DH, AME |
| Estônia                                  | Grande Loja da Estônia (Eesti Vabade ja Tunnustatud Vabamüürlaste Suurlooži) | 1999                | 12    | 340+       | List of Lodges |
| Finlândia                                | Grande Loja de Maçons Livres e Aceitos da Finlância (Suomen Suurloosi / Storlogen i Finland)                                                                                      | 1924                | 159   | 7.036      | List of Lodges |
| Finlândia                                | Le Droit Human Federação Finlandesa (Le Droit Humain Suomen Liitto) | 1920                | 13    |            | DH |
| França                                   | Agrupamento Maçônico de Lojas Mistas Independentes (Groupement Maçonnique de Loges Mixtes Indépendantes)                                                                          | 2000                |       |            | CATENA |
| França                                   | Aliança das Lojas Simbólicas (Alliances des Loges symboliques) | 2011                | 15    | 200        | Informação não localizada                                                                                         |
| França                                   | Diretório Nacional Retificado da França - Grande Diretório da Gália (Diretoire National Rectifié de France - DNRF -Directoire des Gaules)                                         | 2012                | 25    | 250        | Informação não localizada                                                                                         |
| França                                   | Grande Loja da Aliança Maçônica Francesa (Grande Loge de l'Alliance Maçonnique Française)                                                                                         | 2012                | 680   | 14 680     | Informação não localizada                                                                                         |
| França                                   | Gande Loja de Culturas e Espiritualidade (Grande Loge des Cultures et de la Spiritualitété - GLCS)                                                                                | 2003                | 12    | 350        | Tratado com GODF                                                                                                  |
| França                                   | Grande Loja Egípcia da França (Grande Loge Égyptienne de France) | 2008                | 33    | 250        | CLIOME |
| França                                   | Grande Loja Franco-Haitiana (Grande Loge Franco-Haitienne) | 2018                |       |            | Informação não localizada                                                                                         |
| França                                   | Grande Loja da França (Grande Loge de France - GLdF or GLF) | 1894                | 850   | 34.000     | GLUDE, CIGLU, AME                                                                                                 |
| França                                   | Grande Loja Escocesa Reformada e Retificada da Occitânia (Grande Loge Écossaise Réformée et Rectifiée d'Occitanie)                                                                | 1995                | 15    | 250        | Tratado com GODF                                                                                                  |
| França                                   | Grande Loja Européia da Fraternidade Universal (Grande Loge Européenne de la Fraternité Universelle - GLEFU)                                                                      | 2013                |       | 500        | Informação não localizada                                                                                         |
| França                                   | Grande Loja Feminina da França (Grande Loge Féminine de France) | 1945 / 1952         | 360   | 13.000     | CLIMAF, IMF, UMM, AME                                                                                             |
| França                                   | Grande Loja Feminina de Memphis-Misraïm (Grande Loge féminine de Memphis-Misraïm)                                                                                                 | 1965                |       | 1.000      | IMF |
| França                                   | Grande Loja Francesa de Memphis-Misraïm (Grande Loge Française de Memphis-Misraïm)                                                                                                | 1960                | 21    | 300        | CLIPSAS |
| França                                   | Grande Loja Francesa Misraïm (Grande Loge française de Misraïm) | 1998                | 15    | 200        | Informação não localizada                                                                                         |
| França                                   | Grande Loja Franco-Haitiana (Grande Loge Franco-Haitienne | 2005                | 3     |            | GAMT |
| França                                   | Grande Loja Independente e Soberana dos Ritos Unidos (Grande Loge Indépendante et Souveraine des Rites Unis)                                                                      | 1973                | 25    | 300        | CLIPSAS, AME |
| França                                   | Grande Loja Independente da França (Grande Loge Indépendante de France - GLIF) | 2013                | 25    | 230        | UGRLF |
| França                                   | Grande Loja Mista da França (Grande Loge Mixte de France) | 1982                | 175   | 4.000      | IMF, CLIPSAS |
| França                                   | Grande Loja Maçônica Francesa de Tradição (Grande Loge Maçonnique Française de Tradition)                                                                                         | 2009                | 19    | 258        | FLA WTMU CM |
| França                                   | Grande Loja de Maçons Livres (Grande Loge des Maçons Libres) | 2015                |       |            | UGRLF |
| França                                   | Grande Loja Mista de Memphis-Misraïm (Grande Loge Mixte de Memphis-Misraïm - GLMMM)                                                                                               | 2000                | 38    | 500        | CLIPSAS |
| França                                   | Grande Loja Mista Nacional (Grande Loge Mixte Nationale) | 2010                | 87    | 450        | CLIPSAS, AME |
| França                                   | Grande Loja Mista Universal (Grande Loge Mixte Universelle) | 1973                | 57    | 1.200      | IMF, CLIPSAS, AME                                                                                                 |
| França                                   | Grande Loja Mundial de Misraïm (Grande Loge Mondiale de Misraïm) | 2004                | 14    | 320        | Tratado com GODF                                                                                                  |
| França                                   | Grande Loja Nacional Francesa (Grande Loge Nationale Française - GLNF) | 1913                | 600   | 29.000     | CMI, List of Lodges                                                                                               |
| França                                   | Grande Loja Ópera Tradicional e Simbólica (Grande Loge Traditionnelle et Symbolique Opéra - GLTSO)                                                                                | 1958                | 202   | 4.500      | IMF, GLUDE |
| França                                   | Grande Loja Oriental Regular da França (Grande Loge Orientale Reguliere de France)                                                                                                |                     | 11    |            | GAMT |
| França                                   | Grande Loja Regular Francesa (Grande Loge Régulière Française) | 1990                | 50    | 800        | SOGLIA, REFHRAAM                                                                                                  |
| França                                   | Grande Loja Regular do Taiti e dos Arquipélagos (Grande Loge Régulière de Tahiti et des Archipels)                                                                                | 2011                | 7     | 100        | Informação não localizada                                                                                         |
| França                                   | Grande Loja Simbólica da França (Grande Loge Symbolique de France) | 1998                | 35    | 500        | Informação não localizada                                                                                         |
| França                                   | Grande Loja Simbólica de Borgonha (Grande Loge Symbolique Burgundee) |                     |       |            | GAMT |
| França                                   | Grande Loja Simbólica do Rito Escocês Primitivo (Grande Loge Symbolique Rite Écossais Primitif)                                                                                   | 1985                | 20    | 240        | CLIPSAS, AME |
| França                                   | Grande Loja Soberana de Dacia (Marea Lojă Suverană a Daciei) |                     |       |            | GAMT |
| França                                   | Grande Loja Soberana Mista da França (Grande Loge Mixte Souveraine de France) | 1993                |       |            | CLIPSAS |
| França                                   | Grande Loja Tradicional da França (Grande Loge traditionnelle de France) | 2012                | 60    | 1050       | UGRLF |
| França                                   | Grande Loja Tradicional e Moderna da França (Grande Loge Traditionnelle et Moderne de France - GLTMF)                                                                             | 2003                | 12    | 500        | Informação não localizada                                                                                         |
| França                                   | Grande Loja Unida da França (Grande Loge Unie de France) | 1994                | 12    | 150        | IMF |
| França                                   | Grande Loja Unida de Memphis-Misraïm (Grande Loge Unie de Memphis-Misraïm - GLUMM)                                                                                                | 2009                | 19    | 210        | Informação não localizada                                                                                         |
| França                                   | Grande Loja Universal da França(Grande Loge universelle de France) | 2006                | 15    | 160        | Informação não localizada                                                                                         |
| França                                   | Grande Loja Universal Livre (Grande Log Universelle Libree) |                     |       |            | GAMT |
| França                                   | Grande Oriente da França (Grand Orient de France - GODF) | 1728 / 1773         | 1.247 | 51.765     | AMIL, IMF, SIMPA, CLIPSAS, UMM, AME                                                                               |
| França                                   | Gande Priorado da Gália (Grand Prieuré des Gaules) | 1946                | 50    | 1000       | Tratado com GODF                                                                                                  |
| França                                   | Le Droit Human federação Francesa (Le Droit Human Fédération française) | 1893                | 518   | 16.000+    | DH, IMF, UMM, AME                                                                                                 |
| França                                   | Loja Nacional Francesa (Loge Nationale Française) | 1968                | 25    | 300        | IMF, LNFU |
| França                                   | Loja Nacional Mista Francesa (Loge Nationale Mixte Française) | 2015                | 5     |            | IMF, LNFU |
| França                                   | Ordem Iniciática e Tradicional da Arte Real (Ordre Initiatique et Traditionnel de l'Art Royal)                                                                                    | 1974                | 75    | 930        | IMF |
| Geórgia                                  | Grande Loja da Geórgia (გრანდ ლოჯი საქართველოდან) | 2015                | 5     | 80         | GLUDE, ICUGL, CMC, BSMA                                                                                           |
| Geórgia                                  | Grande Loja Unida da Geórgia (გრანდ ლოჯი გაერთიანებულია საქართველოდან) | 2015/2018           | 12    | 180        | GLoR/UGLoG/GLoA/GLoU                                                                                              |
| Grécia                                   | Ordem Maçônica Internacional Delphi (Διεθνές Τεκτονικόν Τάγμα "ΔΕΛΦΟΙ") | 1926                | 45    | 1045       | UMM, CATENA, CLIPSAS, SIMPA, COMALACE, BEPA, Supreme Councils of the Ancient and Accepted Scottish Rite, RMI, AME |
| Grécia                                   | Grande Loja da Grécia (Μεγάλη Στοά της Ελλάδος) | 1867                | 104   |            | List of Lodges |
| Grécia                                   | Grande Loja Nacional da Grécia (Εθνική Μεγάλη Στοά της Ελλάδος) | 1986                | 57    | 800        | Informação não localizada                                                                                         |
| Grécia                                   | Grande Loja Soberana de Dacia (Marea Lojă Suverană a Daciei) |                     |       |            | GAMT |
| Grécia                                   | Grande Oriente Regular para a Grécia (Κανονική Μεγάλη Ανατολή των Τύπων διά την Ελλάδα)                                                                                           |                     |       |            | GAMT |
| Grécia                                   | Serene Oriente Sereno da Grécia (ΓΑΛΗΝΟΤΑΤΗ ΜΕΓΑΛΗ ΑΝΑΤΟΛΗ ΤΗΣ ΕΛΛΑΔΟΣ) | 1815-1843 / 1986    |       |            | CLIPSAS, AME |
| Holanda                                  | Grand Orient of the Netherlands | 1756                | 164   | 6.302      | List of Lodges |
| Holanda                                  | Grande Loge Mixte des Pays-Bas (Mixed Grand Lodge of the Low Countries) | 2001 ?              | 7     |            | CLIPSAS, AME |
| Hungria                                  | Grande Loja Simbólica da Hungria (Magyarországi Symbolikus Nagypáholy) | 1886/1989           | 14    | 400        | List of Lodges |
| Hungria                                  | Grande Oritente da Hungria (Magyarországi Nagyoriens) | 1871/1992           | 9     | 300        | Informação não localizada                                                                                         |
| Hungria                                  | Ordem Maçônica Internacional Delphi (Magyarországi Nagyoriens Szabadkőműves Egyesület)                                                                                            | 1991                |       |            | AME |
| Islândia                                 | Ordem dos Maçons da Islândia, Grande Loja da Islândia (Frímúrarareglan á Íslandi, Stór Verslun Íslands)                                                                           | 1951                | 16    | 3.459      | List of Lodges |
| Irlanda (Eire) e Irlanda do Norte        | Grande Loja da Irlanda (Grand Lodge of Ireland) | 1725                | 696   |            | List of Lodges |
| Itália                                   | Grande Oriente da Itália (Grande Oriente d'Italia di Palazzo Giustiniani) | 1805                | 777   | 21.686     | HC of Italy |
| Itália                                   | Grande Oriente do Mediterrâneo (Grande Oriente del Mediterraneo) | 2005                |       |            | GAMT |
| Itália                                   | Grande Loja da Itália (Gran Loggia d’Italia) | 1908                | 420   | 9.500      | CLIPSAS, SIMPA, UMM, AME                                                                                          |
| Itália                                   | Grande Loja da Sardenha (Gran Loggia di Sardegna) |                     |       |            | GAMT |
| Itália                                   | Grande Loja Regular da Itália (Regular Grand Lodge of Italy) | 1993                | 210   | 3.500      | List of Lodges |
| Itália                                   | Grande Loja Italiana (Gran Loggia Italiana) | 2007                | 24    | 300        | Informação não localizada                                                                                         |
| Itália                                   | Grande Loja Tradicional da Itália (Gran Loggia Tradizionale d'Italia) | 2011                | 19    | 220        | GAMT |
| Itália                                   | Grande Loja Maçônica Feminina da Itália (Gran Loggia Massonica Femminile d’Italia)                                                                                                | 1990                | 11    | 185        | CLIPSAS, CLIMAF                                                                                                   |
| Itália                                   | Grande Loja Nacional de Liberi Muratori da Itália (Gran Loggia Nazionale dei Liberi Muratori d'Italia)                                                                            | 1805                | 80    |            | CGLEM |
| Itália                                   | Grande Loja Simbólica Italiana (Gran Loggia Simbolica Italiana del R.A.P.M.M.) | 1848                |       |            | GAMT |
| Itália                                   | Ordem Maçônica Mista Internacional do Rito Escocês Antigo e Aceito - Le Droit Humain (Ordine Massonico Misto Internazionale di Rito Scozzese Antico ed Accetatto Le Droit Humain) | 1893                |       |            | AME |
| Letônia                                  | Grande Loja da Letônia (Latvijas Lielloža) | 2003                | 6     | 150+       | List of Lodges |
| Liechtenstein                            | Grande Loja do Principado de Liechtenstein (Grand Lodge of The Principality Liechtenstein)                                                                                        | 2016                | 6     |            | Informação não localizada                                                                                         |
| Lituânia                                 | Grande Loja da Lituânia de Maçons Livres Antigos e Aceitos (Lietuvos Laisvuju Murininku Didžioji Lože AF & AM)                                                                    | 2002                | 6     |            | List of Lodges |
| Luxemburgo                               | Grande Loja de Luxemburgo (Grande Loge de Luxembourg) | 1803                | 5     | 280        | List of Lodges |
| Luxemburgo                               | Grande Oriente de Luxemburgo (Grand Orient de Luxembourg) | 1959 / 1982         | 12    | 459        | CLIPSAS, UMM, AME                                                                                                 |
| Luxemburgo                               | Ordem Maçônica Mista Internacional Le Droit Humain (Ordre Maçonnique Mixte International le Droit Humain)                                                                         | 1982                | 2     |            | DH |
| Macedônia                                | Grande Loja da Macedônia (Голема Ложа на Македонија) | 2005                | 6     | 180        | List of Lodges |
| Macedônia                                | Grande Loja Soberana de Dacia (Marea Lojă Suverană a Daciei) |                     |       |            | GAMT |
| Macedônia                                | Grande Loja Regular da Macedônia (Регуларната Голема Ложа на Македонија) | 2010                | 3     | 83         | Informação não localizada                                                                                         |
| Macedônia                                | Grande Loja Unida da Macedônia (Обединетото Гранд Ложа на Македонија) |                     |       |            | GAMT |
| Malta                                    | Grande Loja Soberana de Malta (Sovereign Grand Lodge of Malta) | 2004                | 9     | 300        | List of Lodges |
| Moldávia                                 | Grande Loja da Moldávia (Marea Lojă a Moldovei) | 1999                | 18    | 170        | List of Lodges |
| Moldávia                                 | Grande Loja Soberana de Dacia (Marea Lojă Suverană a Daciei) |                     |       |            | GAMT |
| Mônaco                                   | (Grande Loja Nacional Regular do Principado de Mônaco (La Grande Loge Nationale Régulière de la Principauté de Monaco)                                                            | 2011-02-19          |       | 200        | List of Lodges |
| Montenegro                               | Grande Loja de Montenegro (Velká Lóže Crne Gore) | 2007                | 4     |            | List of Lodges |
| Noruega                                  | Ordem dos Maçons Noruegueses (Norwegian Order of Freemasons) | 1891                | 63    | 18.900     | List of Lodges |
| Noruega                                  | Le Droit Humain - Federação Escandinava - Noruega (Le Droit Human - Skandinavisk Federation - Norge)                                                                              | 1979                |       | 40         | DH |
| Polônia                                  | Grande Leste da Polônia (Wielki Wschód Polski) | 12.07.1997          | 7     |            | AACEE, AME |
| Polônia                                  | Grande Loja Nacional da Polônia (Wielka Loża Narodowa Polski) | 2006                | 11    |            | List of Lodges |
| Polônia                                  | Grande Oriente da Polônia (Wielki Wschód Polski) | 1911                | 11    |            | AME |
| Portugal                                 | Federação Portuguesa de Ordem Maçônica Mista Internacional “Le Droit Humain” (DHPT)                                                                                               | 1980                | 8     |            | DH, AME |
| Portugal                                 | Grande Loja Feminina de Portugal (GLFP) | 1997                | 15    |            | CLIMAF, AME |
| Portugal                                 | G.L.S.F. - Federação Portuguesa da Grande Loja Simbólica de França | 2008                | 17    | 250        | Não divulgado |
| Portugal                                 | Grande Loja Legal de Portugal/Grande Loja Regular de Portugal (GLLP/GLRP) | 1991                | 98    | 2.000      | List of Lodges |
| Portugal                                 | Grande Loja Simbólica da Lusitânia | 2011                | 22    |            | GOdF, UMM, AME, CLIPSAS, UMLI                                                                                     |
| Portugal                                 | Grande Loja Simbólica de Portugal | 2008                | 23    |            | GOdF, CLIPSAS, UMM, AME, UMLI                                                                                     |
| Portugal                                 | Grande Loja Nacional Portuguesa | 1996                |       |            | CIGLU |
| Portugal                                 | Grande Oriente Lusitano | 1802                |       |            | CLIPSAS, UMM, AME, Tratado com GODF                                                                               |
| Reino Unido (Escócia)                    | Grande Loja da Escócia (Grand Lodge of Scotland) | 1736                | 1.050 | 150.000    | List of Lodges |
| Reino Unido (Inglaterra e País de Gales) | Grande Loja Unida da Inglaterra (United Grand Lodge of England - UGLE) | 1717 / 1813         | 7.000 | 200.000    | List of Lodges |
| Reino Unido                              | Grande Loja Soberana de Dacia (Marea Lojă Suverană a Daciei) |                     |       |            | GAMT |
| República Tcheca                         | Grande Loja da República Tcheca (Veliká Lóže České Republiky) | 1923                | 23    | 500        | List of Lodges |
| República Tcheca                         | Grande Loja das Terras Checas (Velká lóže zemí Českých) | 2002                | 5     | 60         | GLUDE |
| República Tcheca                         | Grande Loja de Maçons Livres e Aceitos Humanitas Bohemia (Velká lóže svobodných a přijatých zednářů Humanitas Bohemia - VLZČ)                                                     | 1993                | 2     | 60         | CATENA |
| Romênia                                  | Grande Loja Regular Europa Unida (Marea Marea Lojă Regulară Europa Unită - MLREU)                                                                                                 | 2016                | 7     | 117        | SOGLIA |
| Romênia                                  | Grande Loja Regular da Romênia (Marea Marea Lojă Regulară a României - MLRR) | 2005                | 17    | 320        | SOGLIA |
| Romênia                                  | Grande Loja Nacional da Romênia (Marea Lojă Naţională din România -MLNdR) | 1880/1993           | 361   | 10.000     | List of Lodges |
| Romênia                                  | Grande Loja Nacional da Romena "1880" (Marea Lojă Naţională Română "1880") | 1880/1993/2010      | 32    | 550        | Informação não localizada                                                                                         |
| Romênia                                  | Grande Loja Soberana de Dacia (Marea Lojă Suverană a Daciei) |                     |       |            | GAMT |
| Romênia                                  | Grande Loja Tradicional da Romênia (Marea Lojă Tradiţională din România - MLTR)                                                                                                   | 2015                | 7     | 130        | SOGLIA |
| Romênia                                  | Grande Oriente da Romênia (Marele Orient al României – M.O.A.R.) | 1879/1925/2005      |       |            | AME |
| Rússia                                   | Grande Loja da Rússia (ВЕЛИКАЯ ЛОЖА РОССИИ) | 1995                | 33    | 700        | List of Lodges |
| Rússia                                   | Grande Loja Unida da Rússia (Объединенная Великая Ложа России) | 2008                | 11    | 200        | Informação não localizada                                                                                         |
| Rússia                                   | Le Droit Humain | 2013                | 2     | 40         | DH |
| San Marino                               | Grande Loja Sereníssima da República de São Marinho (Serenissima Gran Loggia della Repubblica di San Marino)                                                                      | 2003                | 5     | 80         | List of Lodges |
| Sérvia                                   | Grande Loja Nacional da Sérvia (Велике Националне Ложе Србије) | 1997                | 12    | 300        | GLUDE |
| Sérvia                                   | Grande Loja Nicola Tesla (Velike Lože Nikola Tesla) |                     | 11    |            | GAMT |
| Sérvia                                   | Grande Loja Liberal da Sérvia (Liberalne Velike Lože Srbije) | 2006                | 17    | 450        | Informação não localizada                                                                                         |
| Sérvia                                   | Grande Loja Regular da Sérvia (Regularna Velika Loža Srbije - RVLS) | 1919                | 30    | 1.006      | List of Lodges |
| Sérvia                                   | Grande Loja Soberana de Dacia (Marea Lojă Suverană a Daciei) |                     |       |            | GAMT |
| Sérvia                                   | Grande Loja Soberana da Sérvia (Suverena Velika Loža Srbije) |                     |       |            | GAMT |
| Sérvia                                   | Grande Loja Unida da Sérvia |                     |       |            | GAMT |
| Suécia                                   | Ordem dos Maçons da Suécia- Grande Loja da Suécia (Svenska Frimurare Orden) | 1735                | 43    | 14.200     | Informação não localizada                                                                                         |
| Suécia                                   | Grande Loja Egípcia Escandinava (Skandinaviska Egyptiska Storlogen) |                     |       |            | GAMT |
| Suécia                                   | Le Droit Humain - Federação Escandinava - Suécia (Le Droit Human - Skandinavisk Federation - Sverige)                                                                             | 1918                |       |            | DH |
| Suécia                                   | Grande Oriente Latinoamericano - Suécia (Grand Orient Latinoamericano - Sverige)                                                                                                  | 1984                | 5     |            | CLIPSAS |
| Suíça                                    | Grande Loge Suíça Alpina (Grand Loge Suisse Alpina / Schweizerischen Grossloge Alpina /; Gran Loggia SvizzeralpinaNA - SGLA)                                                      | 1844                | 82    | 3.842      | List of Lodges |
| Suíça                                    | Le Droit Human - Federação Suíça (Fédération Suisse du Droit Humain) | 1896                | 8     |            | DH |
| Suíça                                    | Grande Loja Mista da Suíça (Grande Loge Mixte de Suisse - GLMS) | 1999                | 8     | 145        | Informação não localizada                                                                                         |
| Suíça                                    | Grande Oriente da Suíça (Grand Orient de Suisse / Grossorients der Schweiz/ Grande Oriente di Svizzera)                                                                           | 1959                | 18    |            | CLIPSAS, AME |
| Suíça                                    | Grande Loja Feminina da Suíça(Grande Loge Féminine de Suisse / Schweizerische Frauen-Großloge / Gran Loggia Femminile di Svizzera)                                                | 1976                | 17    | 350        | CLIMAF |
| Suíça                                    | Grande Loja Simbólica Helvética Memphis-Misraïn (Grande Loge Symbolique Helvétique - Memphis-Misraïm)                                                                             | 1961                | 6     | 250 M      | CLIPSAS |
| Suiça                                    | Ordem franco-macônica da Centurie d'Or (Ordre Franc-maconnique de la Centurie d'Or)                                                                                               |                     |       |            | GAMT |
| Turquia                                  | Grande Loja da Turquia M.L.A. & A. (Hür ve Kabul Edilmiş Masonlar Büyük Locası)                                                                                                   | 1909                | 224   | 14.788     | List of Lodges |
| Turquia                                  | Grande Loja Liberal da Turquia (Özgür Masonlar Büyük Locası) | 1966                | 55    | 2.000      | CLIPSAS, UMM, AME                                                                                                 |
| Turquia                                  | Grande Loja Maçônica Feminina da Turquia |                     |       |            | AME |
| Ucrânia                                  | Grande Loja da Ucrânia ( Велика Ложа України) | 1919 / 2005         | 13    | 250        | List of Lodges |
| Ucrânia                                  | Grande Loja Soberana de Dacia (Marea Lojă Suverană a Daciei) |                     |       |            | GAMT |

## Oceania
| Jurisdição       | Nome | Fundação | Lojas | Membros | Grupo(s) de Reconhecimento                     |
| ---------------- | --- | -------- | ----- | ------- | ---------------------------------------------- |
| Austrália        | Grande Loja Unida de Nova Gales do Sul e Território da Capital Australiana (United Grand Lodge of New South Wales and the Australian Capital Territory) | 1888     | 323   | 12.000  | List of Lodges                                 |
| Austrália        | Grande Loja Unida de Queensland (United Grand Lodge of Queensland)                                                                                      | 1921     | 284   | 8.560   | List of Lodges                                 |
| Austrália        | Grande Loja da Austrália do Sul e Território Norte (Grand Lodge of South Australia and Northern Territory)                                              | 1884     | 105   | 2.896   | List of Lodges                                 |
| Austrália        | Grande Loja da Tasmânia (Grand Lodge of Tasmania) | 1890     | 41    | 1.250   | List of Lodges                                 |
| Austrália        | Grande Loja Unida de Vitória (United Grand Lodge of Victoria)                                                                                           | 1889     | 293   | 9.126   | List of Lodges                                 |
| Austrália        | Grande Loja da Austrália Ocidental (Grand Lodge of Western Australia)                                                                                   | 1900     | 131   | 4.100   | List of Lodges                                 |
| Austrália        | Grande Loja Distrital de North Queensland (District Grand Lodge of Northern Queensland)                                                                 | 1921     | 20    |         | Uma unidade da Grande Loja Unida de Queensland |
| Austrália        | Grande Loja Distrital da Austrália Ocidental (District Grand Lodge of Western Australia)                                                                |          | 9     |         | Uma unidade da Grande Loja da Escócia          |
| Austrália        | Grande Loja Distrital da Austrália Ocidental, Distrito de Goldfiels (District Grand Lodge of Western Australia, Goldfields District)                    |          | 10    |         | Uma unidade da Grande Loja da Escócia          |
| Nova Caledônia   | Grande Loja Provincial de Nova Caledônia (Provincial Grand Lodge of New Caledonia)                                                                      | 1997     |       |         | Uma unidade da Grande Loja National Francesa   |
| Nova Zelândia    | Grande Loja da Nova Zelândia (Grand Lodge of New Zealand)                                                                                               | 1890     | 253   | 8.550   | List of Lodges                                 |
| Nova Zelândia    | Grande Loja Distrital da Ilha Norte, Nova Zelândia (District Grand Lodge of North Island, New Zealand)                                                  |          |       |         | Uma unidade da Grande Loja Unida da Inglaterra |
| Nova Zelândia    | Grande Loja Distrital da Ilha Sul, Nova Zelândia (District Grand Lodge of South Island, New Zealand)                                                    |          |       |         | Uma unidade da Grande Loja Unida da Inglaterra |
| Nova Zelândia    | Grande Loja Provincial da Nova Zelândia (Provincial Grand Lodge of New Zealand)                                                                         | 1859     | 4     |         | Uma unidade da Grande Loja da Irlanda          |
| Nova Zelândia    | Grande Loja Distrital da Ilha Norte, Nova Zelândia (District Grand Lodge of North Island, New Zealand)                                                  |          | 4     |         | Uma unidade da Grande Loja da Escócia          |
| Nova Zelândia    | Grande Loja Distrital de Nova Zelândia Sul (District Grand Lodge of New Zealand South)                                                                  |          | 6     |         | Uma unidade da Grande Loja da Escócia          |
| Papua-Nova Guiné | Grande Loja Distrital de Papua Nova Guiné (District Grand Lodge of Papua New Guinea                                                                     |          |       |         | Uma unidade da Grande Loja Unida da Inglaterra |

## Organizações e Afiliações Extrenas
| Abreviação       | Nome | Fundação                            | Observações |  |
| ---------------- | --- | ----------------------------------- | --- |  |
| List of Lodges   | List of Lodges da Grande Loja Unida da Inglaterra                                                                                                |                                     | Relação das Obediências (Potências) reconhecidas pela Grande Loja Unida da Inglaterra publicada anualmente. |  |
| GONB             | Grande Oriente Nacional do Brasil | 1998 reaberta e reformulada em 2007 | Órgão composto por 4 lojas diferentes, constituídas legal e regulamentada no país, visando servir como um instrumento para a integração maçônica em nível nacional/estadual para garantir e manter a unidade de princípios e ações no território do estado do Piaui e do Brasil. |  |
| AACEE            | Associação Adogmática da Europa Central e do Leste (Adogmatic Associations of Central and Eastern Europe)                                        | 2001                                | A AACEE (Associações Adogmáticas da Europa Central e Oriental) / AAECE (Associação Adogmática da Europa Central e do Leste) visa reunir as Obediências Maçônicas Liberais da Europa Central e Oriental, a fim de promover os Valores da Democracia, apoio, solidariedade e coesão dos países da Europa Central e Oriental na União Europeia. A AACEE promove e protege os valores humanos, a fim de manter ou restaurar a paz entre um homem e a humanidade, especialmente no espaço europeu. |  |
| AME              | Aliança Maçônica Européia | 2011                                | O objetivo da Aliança Maçônica Europeia é disseminar e promover os valores e princípios dos quais a Maçonaria é o herdeiro vigilante, em particular a liberdade de consciência, os ideais de democracia, fraternidade e dignidade humana. |  |
| L´AMIL           | Associação Maçônica Intercontinental (Liberal Association maçonnique intercontinentale Libérale)                                                 | 1996                                | Criada quando o Grande Oriente da França deixou as CLIPSAS . Sua sede é em Bruxelas. Atualmente, inclui 7 obediências: Grande Oriente da Bélgica, Grande Oriente da França, Tradicional e simbólica Grand Lodge Opera, Federação Francesa de Direitos Humanos, Grande Loja Francesa do rito antigo e primitivo de Memphis Misraïm, Grande Loja Mista da França e Grande Loja das Mulheres da Suíça. |  |
| CATENA           | União Maçônica Internacional Catena (nternational Masonic Union Catena)                                                                          | 1961                                | A CATENA foi fundada em julho de 1961 por três Grandes Lojas da Alemanha, Holanda e Áustria, que aderem aos princípios básicos da igualdade de posição de homens e mulheres na Maçonaria. A CATENA é uma associação internacional de Grand Lodges e Lodges independentes, com todas as verdadeiras tradições maçônicas sendo respeitadas sem que nenhum membro reivindique uma posição dominante. |  |
| CGLREU           | Confederação de Grandes lojas Regulares Dos Estados Unidos Mexicanos (Confederación de Grandes Logias Regulares de los Estados Unidos Mexicanos) | 1934                                | Uma associação de grandes lojas estaduais mexicanas, muitas das quais são amigas das jurisdições da CGMNA e da Grande Loja Unida da Inglaterra. Algumas jurisdições mais antigas e maiores do CGLREU também aderiram à associação multinacional do CMI, embora as duas organizações não estejam ligadas. |  |
| CGLEM            | Confederação das Grandes Lojas Unidas da Europa e do Mediterrâneo (Confederation of Grand Lodges of Europe and Mediterranean)                    | 2003                                | Uma associação de grandes lojas na região do Mediterrâneo e no sul da Europa. Não deve ser confundido com GLUDE. Estabelecida pela Grande Loja Tradicional e Moderna da França, a Grande Loja Nacional dos Maçons da Itália, as comunidades da Grande Loja da Andaluzia, a Grande Loja Regular de Portugal e a Grande Loja Nacional de Marrocos (GLNM). |  |
| CGMNA or COGMNA  | Conferência de Grão-Mestres na América do Norte (Conference of Grand Masters in North America)                                                   | 1928                                | Uma organização dos líderes da Grande Loja, representando 64 jurisdições soberanas localizadas nos EUA, Canadá, México e Alemanha. Seus membros são amplamente reconhecidos por jurisdições em todo o mundo. Hoje, essas jurisdições da CGMNA atendem a mais de 2 milhões de maçons na América do Norte. Seu mais antigo grande constituinte data de 1733. |  |
| CIGLU            | Confederação Internacional das Grandes Lojas Unidas (Confederación Internacional de Grandes Logias Unidas                                        | 2014                                | Com a entrada de Orientes de outros continentes os membros das Obediências participantes consideraram a necessidade de alterar o nome da Confederação (GLUDE) e sua estrutura. A partir desse momento, foi estabelecida a Confederação Internacional das Grandes Lojas Unidas, na qual outras Confederações regionais operam. |  |
| CIMAS            | Confederação Interamericana da Maçonaria Simbólica (Confederación Interamericana de Masonería Simbólica)                                         | 2002                                | A CIMAS é constituída por entidades maçônicas independentes, de tendência liberal, progressiva e adogmática, registradas mediante adesão formal e aceitas pela Assembléia Geral da CIMAS. |  |
| CGLMP            | Confederação das Grandes Lojas Maçônicas do Peru (Confederación de Grandes Logias masónicas del Perú)                                            | 1992                                | Informação não localizada |  |
| CLIMAF           | Centro Internacional de Ligação da Maçonaria Feminina (Centre de Liaison International de la Maçonnerie Féminine)                                | 1982                                | A Maçonaria em geral e da Grande Loja Mulheres da Espanha , em particular, não faz proselitismo, apenas tentar, por exemplo, para construir uma sociedade melhor , com base em seus princípios maçônicos gerais. |  |
| CLIPSAS          | Centre de Liaison et d'Information des Puissances maçonniques Signataires de l'refAppel de Strasbourg                                            | 1961                                | Organizadas pelo Grande Oriente da França (GOF), as jurisdições membros rejeitam as constituições de Anderson de 1723, não exigem crença em um ser supremo e não fazem distinção quanto à participação de homens ou mulheres. |  |
| CMI              | Confederación Masónica Interamericana (CMI) (Interamerican Masonic Confederation)                                                                | 1947                                | Uma organização das Grandes Lojas da América do Sul e da América Central. Seus membros são amplamente reconhecidos pelas grandes lojas da CGMNA e pela Grande Loja Unida da Inglaterra. Fundado pelas grandes lojas da Argentina, Chile e Uruguai, em 2014, o CMI tinha quase 75 lojas grandes membros. |  |
| CMB              | Confederação Maçônica Bolivariana (Confederacion Masonica Bolivariana)                                                                           | 1990                                | Organização de grandes lojas na Bolívia e nos países vizinhos. A Confederação Maçônica Bolivariana é uma organização sub-regional sem fins lucrativos, que agrupa todas as Grandes Lojas Maçônicas dos países bolivarianos reconhecidas como tais e que são compostas de pessoas que se identificaram com o ideal universalista da Maçonaria, com a Declaração de princípios da Confederação Maçônica Interamericana (CMI) e são regularmente admitidos como membros de cada um deles. |  |
| CMC              | Confederação Maçônica Colombiana (Confederacion Masonica Colombiana)                                                                             | 1981                                | Órgão plural composto pelas diferentes Grandes Lojas constituídas legal e regularmente no país, que visa servir como um instrumento para a integração maçônica em nível nacional e para garantir e manter a unidade de princípios e ações no território colombiano. |  |
| CMCA ou COMACA   | Confederação Maçônica Centroameriacana (Confederacion Masonica Centroamericana)                                                                  | 1977                                | Em 1977, a primeira reforma de seus estatutos foi realizada e passou atualmente denominada Confederação Maçônica da América Central, o que constitui o espaço de encontro e estreitamento fraterno da Maçonaria da América Central. Em 2013, a segunda reforma de seus estatutos, a fim de abri-lo a outros poderes maçônicos extra-regionais e atualizar sua institucionalidade em um mundo de globalidade com outros poderes confederados do continente americano, bem como a fusão com a zona III da Confederação Maçônica Interamericana (CMI). |  |
| CMSB             | Confederação da Maçonaria Simbólica do Brasil | 1965                                | Formada pelas 27 Grandes Lojas Maçônicas regulares do Brasil, que reúnem aproximadamente três mil lojas e 120.000 membros ativos. Uma entidade civil sem fins econômicos, com sede e foro na cidade de Brasília, Distrito Federal, Brasil. A CMSB constitui-se de dois órgãos deliberativos, um executivo e outro de fiscalização. Os deliberativos são a Assembleia Geral, órgão soberano; e a Conferência de Grão-Mestres. O poder executivo é representado pela Secretaria Geral, responsável pela gestão da entidade, e também formada pelas Secretarias de Finanças e de Relações Exteriores. O órgão fiscalizador é denominado Conselho Fiscal, responsável pela análise e aprovação do movimento contábil da entidade. |  |
| CNMB             | Confederação Nacional da Maçonaria do Brasil |                                     | A C.N.M.B. visa aproximar e unir as Obediências/Potencias Maçônicas do Brasil, principalmente as pequenas pois "JUNTOS E UNIDOS NOS TORNAMOS FORTES". |  |
| COMIB            | Confederação da Maçonaria Independente do Brasil                                                                                                 | 2019                                | A Confederação da Maçonaria Independente do Brasil – COMIB é formada por todas as Grandes Lojas e Grande Orientes Independentes existentes no Brasil. É uma entidade civil sem fins econômicos, com sede e foro na cidade de São Paulo, Capital, Brasil. |  |
| COMAM            | Conferência Maçônica Americana (Conferencia Masónica Americana                                                                                   | 2004                                | Organização maçônica formada por Grandes Lojas e Grande Oriente do continente americano, foi criada em Santiago do Chile para servir de nexo e união das Obediências Liberais e Adogmáticas, masculinas, femininas e mistas que visam o trabalho individual. perfeição com absoluta liberdade de consciência. O objetivo da Conferência Maçônica Americana (COMAM) é fortalecer a cadeia da União entre os Membros de Obediências, sem se constituir em uma supraobediencia, respeitando a liberdade de cada um deles e sem interferir em suas decisões. Temos uma premissa básica para trabalhar e unir os dispersos e convidamos todas as ordens americanas a unir nossas mãos em uma grande cadeia de amor e fraternidade. |  |
| DH               | Le Droit Humain | 1893                                | Também conhecida como "Co-Maçonaria". A Ordem Maçônica Mista Internacional "Le Droit Humain" afirma a igualdade do homem e da mulher. Ao proclamar O DIREITO HUMANO, pretende que eles cheguem a gozar, em todo o orbe e de forma semelhante, da justiça social em uma Humanidade organizada em sociedades livres e fraternas. Constituída de Franco-Maçons, homens e mulheres fraternalmente unidos, sem distinção de ordem racial, étnica, filosófica ou religiosa, a Ordem, para atingir seus fins, impõe um método ritualístico e simbólico, graças ao qual seus membros edificam o Templo à perfeição e à glória da Humanidade.                                                                                          |  |
| EME              | O Espaço Maçônico Europeu (L'Espace Maçonnique Européen)                                                                                         | 2002                                | Promove os direitos humanos e secularismo. |  |
| FAMAF            | Federação Americana de Maçonaria Feminina (Federación Americana de Masonería Femenina)                                                           | 2010                                | A criação da “Federação Americana de Maçonaria para Mulheres” é o resultado final da aspiração de confraternizar e compartilhar experiências com HH.: Maçons de países irmãos. Aspiração que se materializou em Santiago do Chile em 2000, em um primeiro Encontro de Maçonaria Latina da América Latina, convocado e organizado pela Grande Loja de Mulheres do Chile, por iniciativa do G..M.: Da época, I.:H .: Nancy Muñoz Miranda, a quem foi atribuída a sigla "ELA" (Encontro Latino-Americano). |  |
| GAMT             | Grande Aliança Maçônica Tracia (Grand Alliance Maçonnique Tracia)                                                                                | 2017                                | A Grande Aliança Maçônica da Tracia permanece ligada ao aspecto inicial da Maçonaria, à rigorosa prática de rituais, ao estudo de símbolos, ao aperfeiçoamento espiritual de seus membros, à fraternidade com todos os pedreiros, independentemente de seus membros. Seu trabalho é realizado sob a égide do Grande Arquiteto do Universo. |  |
| GLFF             | Grande Loja Feminna da França (Grande Loge Feminine de France)                                                                                   | 1945                                | Com 14.000 membros hoje, na França e no mundo, depois de criar mais de uma dúzia de Obediências femininas em todo o mundo, o GLFF está presente para permitir que as mulheres procurem a si mesmas e aos outros , para construir uma vida significativa. |  |
| GLMAE            | Gran L Loja Mista dos Andes Equatoriais (ogia Mixta de los Andes Ecuatoriales (GLMAE-                                                            | 2011                                | Associação equatoriana de lojas mistas (masculinas e femininas). |  |
| GLNC             | Gran Logia del Norte de Colombia | 1990                                | A Grande Loja Muito Respeitável do Norte da Colômbia, com sede no leste de Barranquilla, República da Colômbia, foi fundada como um poder maçônico independente e soberano, regularmente e legitimidade de origem, essencialmente filantrópica, filosófica e progressiva. |  |
| GLUDE            | Confederação das Grandes Lojas Unidas da Europa (Confederación de las Grandes Logias Unidas de Europa                                            | 2000                                | A Confederação das Grandes Lojas Unidas da Europa foi fundada por um tratado de união assinado por três grandes lojas: a Grande Loja da França, a tradicional e simbólica Grande Loja Ópera e a Grande Loja Nacional da Iugoslávia (que desde então se tornou a Grande Loja Nacional da Sérvia). Desenvolveu-se na Europa e no Mediterrâneo por dez anos, antes de se abrir para as obediências do mundo praticando principalmente o antigo Rito Escocês e aceitando e compartilhando os mesmos valores humanistas e espirituais. |  |
| GLUSA            | Grande Loja Unida Sul Americana |                                     | A G.·.L.·.U.·.S.·.A.·. – Grande Loja Unida Sul Americana esmera-se pela Liberdade, Igualdade, Fraternidade e pela Justiça Social, trabalhando estritamente dentro dos ditames legais que regem a Maçonaria Brasileira, sob a égide da Constituição Federal, dos Landmarks, Contituições, Old Charges e Lindeiros que regulamentam a Maçonaria Universal, suas Antigas Leis e Regulamentos Maçônicos, praticando e preservando o seu fiel cumprimento e total fidelidade e preservação com relação à Ritualística e aos seus princípios fundamentais que deram início a todas as nossas atividades Maçônicas. |  |
| GOFMU            | Grande Oriente da Franco-massonaria do Uruguai (Gran Oriente de La Franc-Masoneria del Uruguay)                                                  | 2018                                | Uma instituição maçônica aberta a homens e mulheres em condições de igualdade absoluta. |  |
| HC               | Alto Conselho ou Alto Conselho Maçônico (High Council (HC) or Masonic High Council (MHC))                                                        | 2005                                | Organizado pela Grande Loja Regular da Inglaterra. Altamente voláteis, esses grupos não publicam contagens nem endereços de membros e podem existir apenas na Internet ou em função de uma ou duas pessoas. |  |
| IMF              | Instituto Maçônico da França (Institut Maçonnique de France)                                                                                     | 2002                                | Criado em outubro de 2002 por nove Obediências parceiras, o Instituto Maçônico da França (IMF) tem o objetivo essencial de redescobrir, aprofundar e tornar mais conhecido a todos os públicos interessados - maçônicos ou não - os valores culturais e éticos de Maçonaria, através de seu patrimônio histórico, literário e artístico. |  |
| Int. FM          | International Freemasons | 1950                                | Maçons modernos internacionais livres e aceitos, incorporação e ordem da estrela do leste é uma fraternidade mundial organizada em 1950, de orientação Afro-americana nos EUA. O foco era formar uma Sociedade Fraterna Cristã que tivesse ideais muito altos sobre o desenvolvimento de homens, mulheres e crianças. Os propósitos da IFAMM são liderança moral, financeira, benevolente e caritativa para servir à era atual, portanto moderna em nome. Como nossas crenças estão firmemente enraizadas nos princípios bíblicos e cristãos, ensinamos caridade e serviço a toda a humanidade e tentamos induzir um modo de vida ético que traga essas melhorias necessárias para a construção de uma cidadania boa e limpa  |  |
| LFB              | Os Maçons Belgas (Les Franc-maçons Belges) |                                     | Uma organização de Grandes Lojas Belgas |  |
| LFNU             | Lojas Nacionais Francesas Unidas (Loges Nationales Françaises Unies)                                                                             | 2018                                | Desde 21 de abril de 2018, a federação é integrada às Lojas Nacionais Francesas Unidas (LNFU), que reúnem os Irmãos e Irmãs do LNF e a Loja Mista Nacional Francesa (LNMF) em uma única Obediência. Portanto, existem lojas masculinas e mistas, mantendo seus respectivos nomes e laços históricos com o LNF e o LNMF. Do ponto de vista jurídico, esta Obediência é uma associação de Direito de 1901 resultante da fusão das duas associações Loge Nationale Française e Loge Nationale Mixte Française para formar apenas uma. |  |
| National Compact | Prince Hall - National Compact | 1847                                | Grandes Lojas Subordinadas da Grande Loja Nacional Prince Hall. |  |
| OBO              | Oriente Búlgaro Unido (Обединен Български Ориент)                                                                                                |                                     | Composto pela Grande Loja dos Maçons Antigos e Maçons Aceitos da Bulgária, pela Grande Loja do Ritual Escocês Aceito da Bulgária e pela Grande Loja da Bulgária |  |
| PHA              | Afiliação Prince Hall (Prince Hall Affiliation - PHA)                                                                                            | 1870                                | Uma associação de 49 Grandes Lojas historicamente negras localizadas em toda a América do Norte, Caribe e Libéria, que remontam a Prince Hall, de Massachusetts. Muitos dessass Grandes Lojas têm tatados de amizade com a CGMNA e da Grande Loja Unida da Inglaterra. Hoje existem mais de 4.500 lojas de PHA em todo o mundo e, dentre elas, a loja mais antiga de PHA constituinte data de 1797. |  |
| PHCGM            | Conferência dos Grão-mestres Prince Hall (Prince Hall Conference of Grand Masters)                                                               | 1887                                | Uma organização dos líderes das 49 Grandes Lojas Afiliadas do Prince Hall Affiliated (PHA). |  |
| REHFRAM          | Encontros Humanistas e Fraternos Africanos e Malgaxes (Rencontres Humanistes et Fraternelles Africaines et Malgaches) )                          |                                     | Organização de lojas regulares e liberais africanas, reunidas anualmente em uma capital africana. |  |
| SGL              | Sereníssima Grande Loja de Língua Espanhola | 1931                                | A Grande Loja Serena é uma Grande Loja cheia de uma história rica. Foi a primeira e única Grande Loja Regular Hispânica dos EUA. |  |
| SIMPA            | Secretariado Internacional das Potências Maçónicas Adogmaticas (Secrétariat international Maçonnique des Puissances Adogmatiques)                | 1998                                | O seu principal objectivo é de criar, para as suas Obediências membros, um espaço de coordenação com vista ao desenvolvimento de acções comuns tendo em vista a promoção dos valores da maçonaria adogmática e liberal. Com vista a prosseguir esse fim fazem encontros regulares entre todas as Obediências Maçônicas que são membros deste organismo. |  |
| SOGLIA           | Society of Grand Lodges in Alliance | 2010                                | A SOGLIA é uma confederação da Grande Obediência do Maçom, que todos os membros obedecem aos princípios da Regularidade. Reunidos anualmente, em diferentes lugares do mundo, para compartilhar companheirismo e promover a tradição maçônica, os membros da SOGLIA estão respeitando a autonomia de cada Grande Loja. Isso é expresso pela variedade de rituais aceitos e reconhecidos praticados em nossas Grandes Lojas ao redor do mundo. Nossa associação nasceu no ano 6010.Y: T: L: ao assinar o Tratado de Arezzo, na cidade que acolheu oito grão-mestres, representando oito grandes lojas. Posteriormente, mais Grandes Lojas juntaram-se à SOGLIA, abrangendo nossa sociedade nos cinco continentes.              |  |
| SONS OF HAITI    | | 1962                                | Os Filhos do Haiti ( francês : Fils d'Haïti ) é uma grande loja maçônica haitiano-americana e uma organização fraternal com sede em Renton, Washington . A organização possui subcapítulos no Arizona, Colorado, Geórgia, Illinois, Maryland, Nova York, Nova Jersey, Ohio, Oregon, Texas e Washington. O grupo também tem jurisdição sobre a King James Grand Lodge de Oregon AF&AM. |  |
| UGRLF            | União das Grandes Lojas Regulares da França (l’Union des Grandes Loges Régulières de France                                                      | 2017                                | As Grandes Lojas Signatárias comprometem-se a respeitar os princípios fundamentais da regularidade maçônica, como é universalmente reconhecido, e em particular a fé em Deus e a invocação do Grande Arquiteto do Universo, a presença no alojamento das três Grandes Luzes. e soberania exclusiva sobre fileiras simbólicas. Composta pel Grande Loja Tradicional da França, Grande Loja Independente da França e Grande Loja dos Maçons Livres |  |
| UMM              | União Maçônica do Mediterrâneo (L’Union Maçonnique de la Méditerranée)                                                                           | 2000                                | Uma associação de quinze jurisdições adogmáticas e liberais de países que fazem fronteira com a cultura mediterrânea e mediterrânea. Desde 2012, o UMM é controlado pela Grande Lola Feminina de França e pela Federação Francesa du Droit Humain. |  |
| UMMT             | União Mundial Maçônica Tradicional (Unione Mondiale Massonica Tradizionale)                                                                      | 2013                                | Auto-relatado como "aproximadamente 30 membros", o UMMT inclui jurisdições européias que não são da mesma natureza que a GLUE ou as jurisdições maiores em seus países. Admite Grandes Lojas mistas e uso do Rito Antigo e Primitivo de Memphis-Misraïm. |  |
| VGLvD            | Grandes Lojas Unidas da Alemanha (Vereinigte Großlogen von Deutschland)                                                                          | 1958                                | As Grandes Lojas Unidas da Alemanha existem desde 1958 e organizam a diversidade maçônica da Alemanha sob uma única agência. Os cerca de 15.000 maçons alemães são organizados de forma soberana nas cinco lojas principais e levam uma vida ativa no clube maçônico por lá, se você quiser chamar assim. O VGLvD já foi chamado de "Ministério das Relações Exteriores" ou "voz" da Maçonaria Alemã ", porque a tarefa do VGLvD é representar a Maçonaria Alemã como uma unidade no exterior e para a imprensa e o público alemães. |  |